# Хронологія російського вторгнення в Україну (квітень 2024)
Ця стаття є частиною хронології повномасштабного російського вторгнення в Україну з 24 лютого 2022 року, яка є частиною хронології російської збройної агресії проти України з 2014 року.
Про події попереднього місяця — див. у статті Хронологія російського вторгнення в Україну (березень 2024).

## 1—10 квітня

### 1 квітня
ЗСУ ліквідували 710 окупантів. За даними ISW, ЗС РФ просунулися в районі Авдіївки та на східному березі Дніпра.

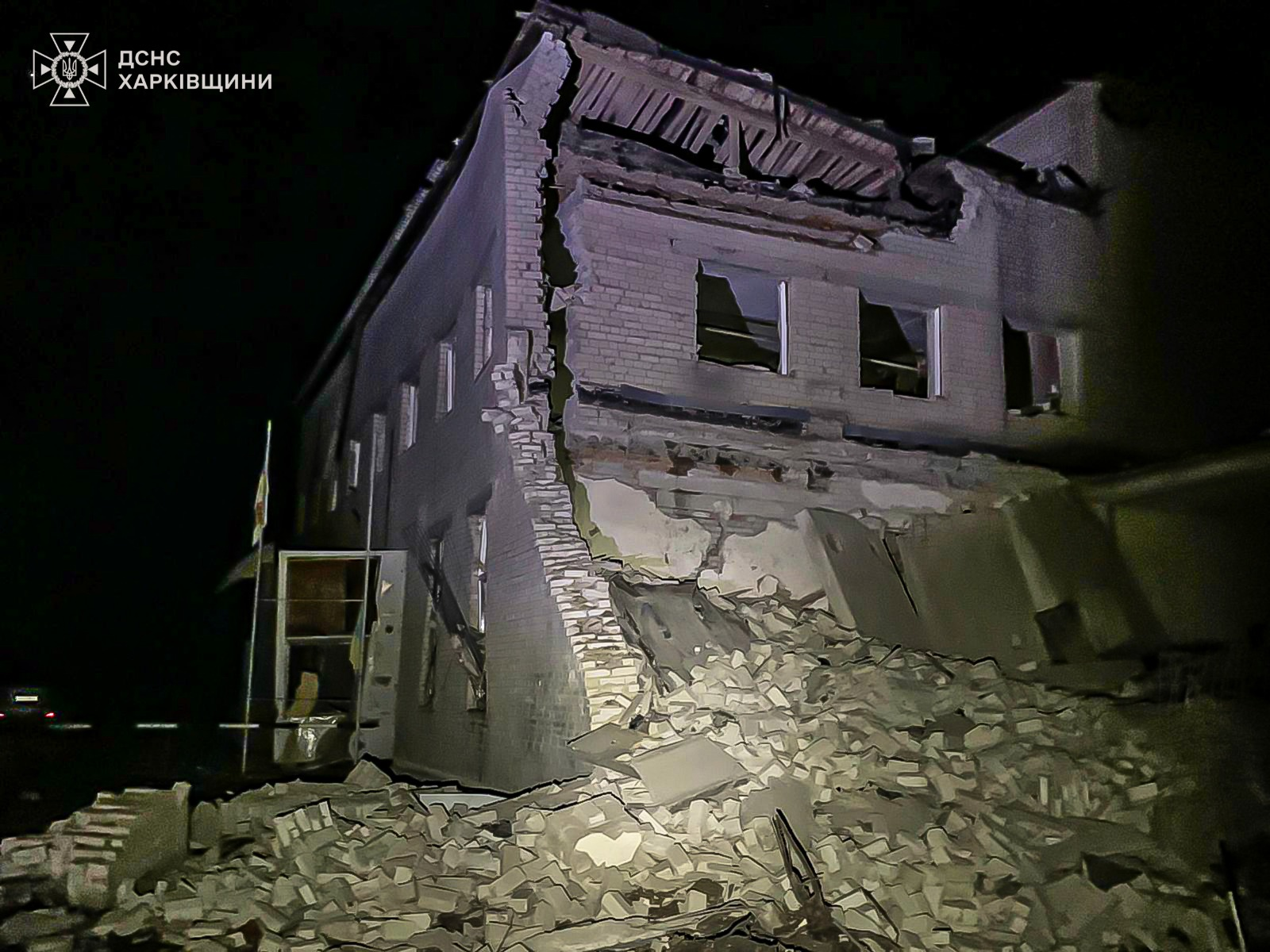
Пожежна частина в селищі Козача Лопань (Харківська область) після нічного російського обстрілу.

ЗС РФ здійснили вісім ракетних ударів, 93 авіаудари та 126 обстрілів. Під артилерійський вогонь потрапили понад 120 населених пунктів у дев'яти областях. Військово-повітряні сили України завдали сім авіаударів по районах зосередження і один по командному пункту, а артилерія обстріляла наземну станцію управління безпілотниками, зенітну установку, дві станції радіоелектронної боротьби, склад боєприпасів і район зосередження. Українські прикордонники відкрили вогонь по російській диверсійній групі, яка намагалася проникнути в Сумську область. Після стрілянини російські диверсанти відступили. Голова ОВА Київської області генерал Олександр Павлюк заявив, що столицю тоді захищали близько 1000 км укріплень, включаючи три оборонні кільця.
Уряд Швеції виділив близько 40 млн шведських крон ($3,7 млн) на гуманітарну допомогу для України.
Уряд Греції готувався до відправки Чехією великої кількості боєприпасів в Україну і звернувся за схваленням до парламентського комітету: «Це боєприпаси зі складів грецької армії, які були класифіковані грецькими збройними силами як „корисні“. Вони будуть продані Чехії за 150 мільйонів євро».

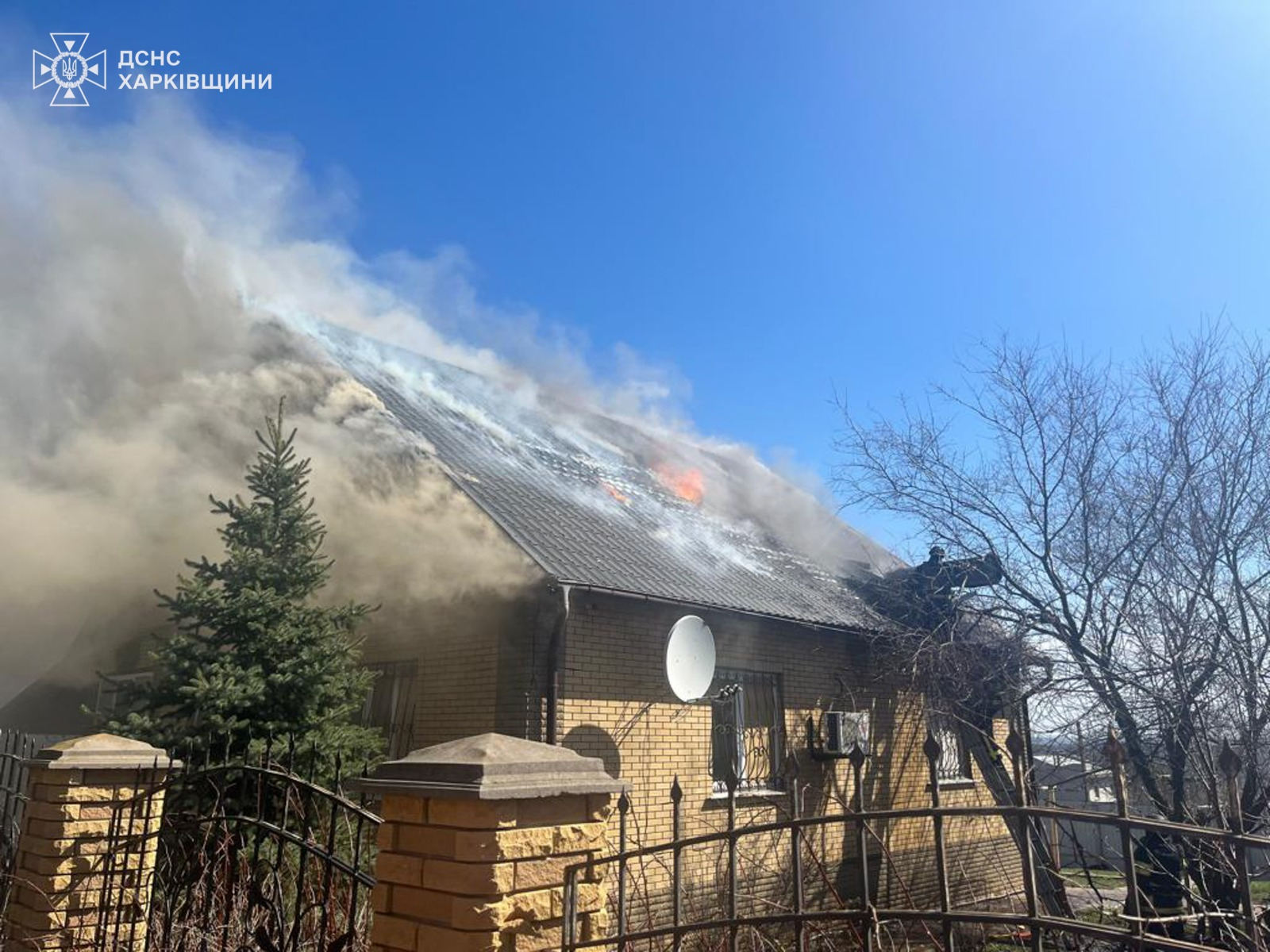
Пожежа в приватному будинку в Куп'янську після російського обстрілу. 1 квітня 2024 року

Росіяни обстрілювали Берислав, Янтарне, Дніпровське, Кізомис, Антонівку, Садове, Львове та місто Херсон. Російські військові влучили в житлові квартали населених пунктів області, внаслідок чого пошкоджено багатоповерхівку та 4 приватні будинки. Також було зафіксовано влучання в господарську споруду та газопровід.
Російські атаки зруйнували всю критично важливу енергетичну інфраструктуру Харкова, включаючи приватні енергетичні об'єкти[10]. За перші три місяці 2024 року Росія запустила в бік столиці п'ять гіперзвукових ракет «Циркон» та понад 180 ракет різних типів і безпілотників.
Російська окупаційна влада повідомила, що призначений Росією чиновник у Старобільську Луганської області Валерій Чайка загинув після того, як у його автомобілі вибухнула бомба.
В Росії стартував весняний призов в армію, що офіційно триватиме 3,5 місяця. На військову службу мають намір набрати 150 тис. осіб, віком від 18 до 30 років, хоча раніше верхній віковий поріг становив 27 років.

### 2 квітня

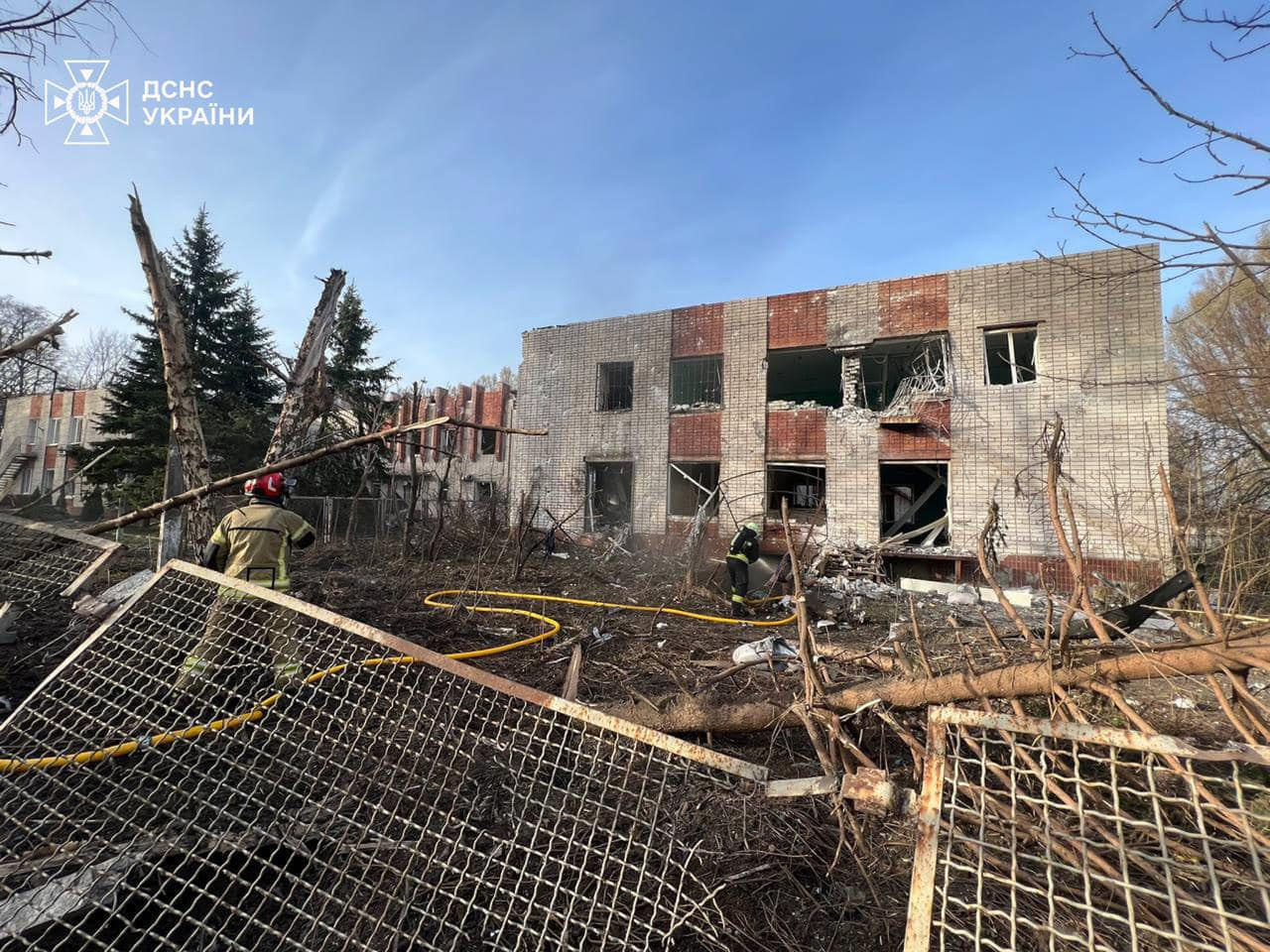
Дитсадок у Дніпрі після російського ракетного обстрілу. У місті поранено 18 людей. 2 квітня 2024 року

За даними ISW, ЗС РФ просунулися в районі Кремінної та Авдіївки. Росія атакувала в напрямках Куп'янська, Лиману, Бахмута, Авдіївки, Новопавлівська та Запоріжжя, де відбулося 75 бойових зіткнень. Протягом доби ЗС РФ здійснили два ракетних удари, 78 авіаударів та 66 обстрілів. Під артилерійський вогонь потрапили понад 110 населених пунктів у дев'яти областях. Українські військово-повітряні сили завдали 13 авіаударів по районах зосередження і один по зенітно-ракетному комплексу, а артилерія завдала ударів по шести районах зосередження, восьми артилерійських установках, протитанкових засобах і ракетній установці.
Вночі росіяни атакувала Україну десятьма дронами-камікадзе типу «Shahed 136/131». Українські військові збили 9 з 10 у межах Дніпропетровської області. Крім того, окупанти атакували керованою авіаційною ракетою Х-59 із повітряного простору ТОТ Запорізької області.
Вночі під атаку БПЛА потрапили підприємства в Єлабузі та Нижньокамську, йдеться про п'ятьох постраждалих. В Єлабузі пошкодження отримали гуртожитки, які збудували для співробітників особливої економічної зони та студентів коледжу «Алабуга Політех» у 2022 році. Повідомляють про 14 поранених, в том числі 2 неповнолітніх, що навчалися та працювали на складській лінії заводу. В цій економічній зоні знаходиться НПЗ «Елаз-Нафтопродукт» Танеко та завод із виробництва ударних дронів «Shahed».

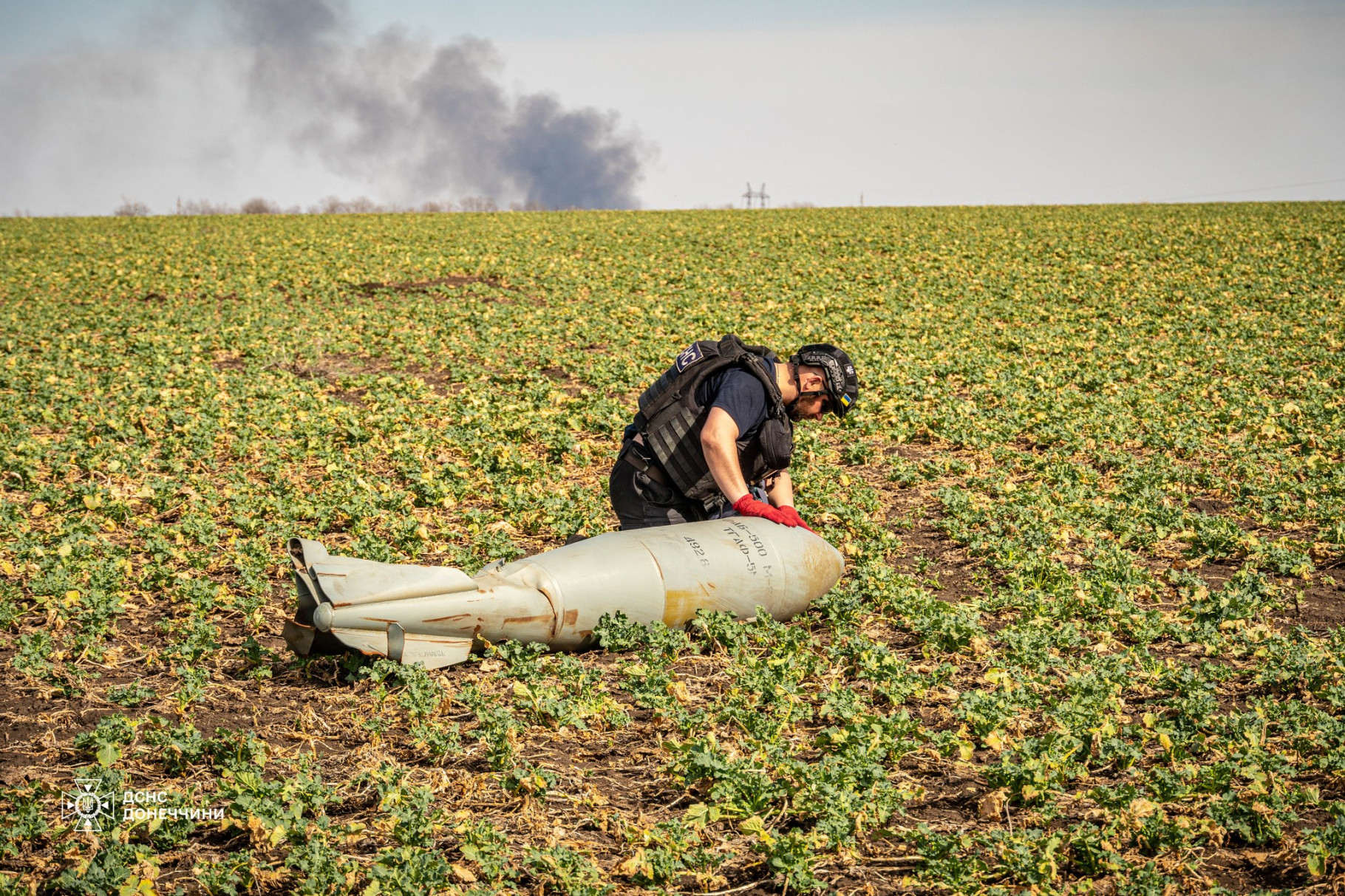
Працівник ДСНС оглядає бомбу ФАБ-500, яка не спрацювала, у Донецькій області. 2 квітня 2024 року

Південна Корея запровадила санкції проти двох російських компаній «Интеллект» та «Содействие» та їхні керівники — Сергій Козлов та Федір Панфілов та двох кораблей «Angara» та «Lady R» за військову співпрацю з Північною Кореєю, яку заборонено Радою безпеки ООН.
Близько 16:40 росіяни вдарили керованою ракетою по Дніпру, через атаку зазнали руйнування дитячий садочок, коледж та підприємство, 12 людей госпіталізували, серед них п'ятеро дітей.
В 17:15, російська армія обстріляла село Новоосинове Харківської області. Унаслідок обстрілу загинув 58-річний чоловік та отримав поранення його 11-річний син.
У Херсонській області ЗС РФ обстріляли 11 населених пунктів, у тому числі Херсон, поціливши у житлові будинки та газогін, одна людина загинула.
Україна отримає $2,1 млрд пільгових кредитів від Південної Кореї, які будуть спрямовані на проєкти відновлення.
Уряд Латвії затвердив новий пакет комплексної допомоги Україні у 2024 році, де 5,3 млн євро передбачається на відбудову України, а 4,3 млн — на підтримку ЗСУ через Європейський фонд миру.
Путін призначив командувачем Чорноморського флоту віце-адмірала Сергія Пінчука.
Президент Зеленський підписав три закони, які вносять зміни до мобілізаційних процедур, затверджують зниження призовного віку з 27 до 25 років, створюють онлайн-реєстр призовників та скасовують «часткову кваліфікацію» при проходженні військово-лікарської комісії. З набуттям чинності закону військова служба в Україні була обмежена 36 місяцями, раніше для цього не було жодних часових обмежень. Відповідно до закону, призов на військову службу відбувається онлайн. Після набуття чинності закону держава зможе блокувати водійські права та банківські рахунки тих, хто не з'являється на військову службу.
44 країни взяли участь у «Зустрічі з питань відновлення правосуддя в Україні» в Нідерландах і домовилися опублікувати спільну заяву із закликом до створення спеціального суду для притягнення Росії до відповідальності за вчинення воєнних злочинів в Україні. На зустрічі обговорювався мирний план з 10 пунктів, запропонований президентом Зеленським. У пункті 7 міститься заклик до Росії виплатити репарації за злочини, скоєні проти українців, і підтримка вивчення можливості використання заморожених російських активів для виплати репарацій. Міністр закордонних справ Нідерландів Ганке Брюінс Слот заявила, що Нідерланди виділили 10,8 млн доларів на допомогу Україні в розслідуванні російських воєнних злочинів. Крім того, було офіційно відкрито Реєстр збитків від агресії Російської Федерації проти України (RD4U) — онлайн-реєстр, який дозволяє українцям подавати позови про відшкодування збитків, завданих російським вторгненням. За перші години роботи було подано щонайменше 100 заяв.

### 3 квітня

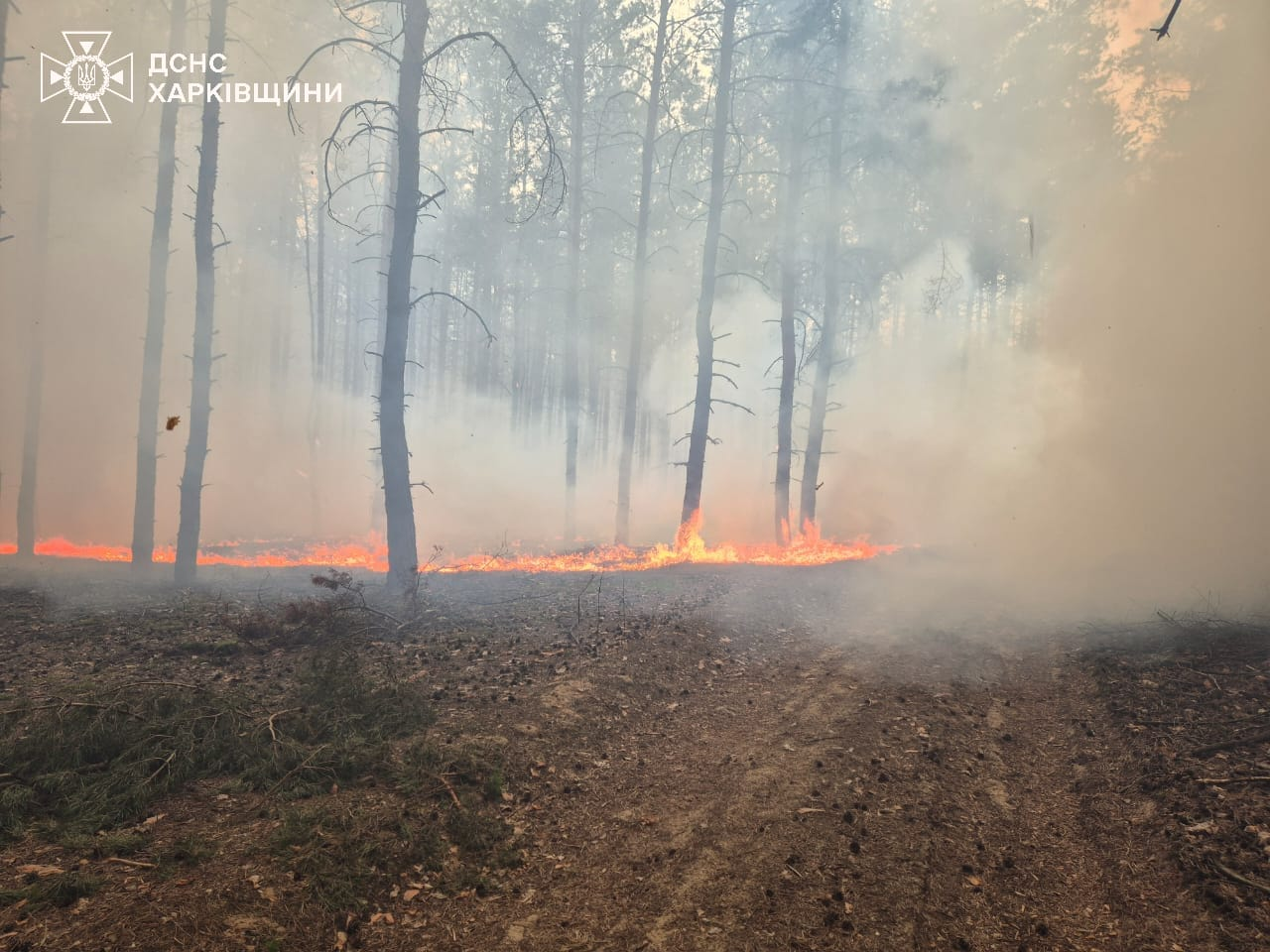
Лісова пожежа поблизу Колесниківки (Куп'янський район) після російського обстрілу. Площа пожежі перевищила 9 га. 4 квітня 2024

ЗСУ ліквідували 700 окупантів. За даними ISW, за останні два тижні ЗС РФ збільшили кількість і масштаби механізованих наземних атак на окремих ділянках лінії фронту, що означає загальне збільшення кількості російських механізованих атак на всьому театрі бойових дій. Тим часом, ЗС РФ просунулися поблизу Бахмута і Донецька та на кордоні Донецької і Запорізької областей. Міністерство оборони Великої Британії повідомило, що кількість російських обстрілів на лінії фронту в березні 2024 року становила близько 2120, що на 9 % менше порівняно з 2340 у лютому, хоча кількість обстрілів на південний схід від Донецька зросла. У лютому ⅛ всіх російських обстрілів відбулися на Авдіївській осі, тоді як у березні цей відсоток знизився до ¼. Натомість кількість обстрілів на південний схід від Донецька зросла з 721 у лютому до 806 у березні, що означає, що на них припадає 38 % російських обстрілів. За даними міністерства, «незважаючи на ці зусилля, Росія не досягла значних успіхів у цьому районі і продовжує боротися за невеликі населені пункти, включаючи Новомихайлівку, Георгіївку та Урожайне».
Росія атакувала в напрямку Куп'янська, Лиману, Бахмута, Авдіївки та Новопавлівська, де відбулося 65 бойових зіткнень. Протягом дня ЗС РФ здійснили шість ракетних ударів, 85 авіаударів та 88 обстрілів. Під обстрілами опинилися бл. 110 населених пунктів у дев'яти областях потрапили під артилерійський вогонь. Українські військово-повітряні сили завдали 14 авіаударів по районах зосередження і один по зенітно-ракетному комплексу, а артилерія завдала ударів по чотирьох районах зосередження, артилерійському підрозділу, радіолокаційній станції, станції радіоелектронної боротьби і контрольно-пропускному пункту для безпілотників.
Вночі росіяни вдарили по Донецькій області трьома зенітними керованими ракетами С-300, а також було застосовано 4 БПЛА «Shahed-136/131» які були запущені з району Приморсько-Ахтарська. Всі БПЛА вдалось збити.
Одна людина загинула і двоє отримали поранення в результаті російського ракетного обстрілу Краснопілля в Сумській області вранці. В результаті атаки було пошкоджено магазин, будинок культури та п'ять автомобілів.
Воїнами 60 та 63-ї механізованих бригад було знищено важку вогнеметну систему ТОС-1А «Солнцепёк».
Президент України Зеленський та президент Фінляндії Александр Стубб підписали угоду про співробітництво у сфері безпеки та довгострокову підтримку. Фінляндія зобов'язалася надавати довгострокову військову та фінансову допомогу, поглиблювати політичну, фінансову та гуманітарну співпрацю, а також сприяти українським реформам. Фінляндія оголосила про надання 23-го пакета допомоги Україні на суму €188 мільйонів. Деталі пакета з міркувань безпеки не розголошуються, як зазначено у пресрелізі Міністерства оборони країни.
Міністр цифрової трансформації України анансував, що Brave1 шукає розробників дронів-перехоплювачів. Ключові вимоги до розробки: збивати цілі на швидкості 100—150 км/год; на висоті понад 1500 метрів. Рішення має продемонструвати, як:
- перехоплювач отримує попередню інформацію про ціль із системи виявлення
- вилітає, знаходить ціль і починає переслідувати
- сам уражає ворожий безпілотник[52].

Речник української розвідки Андрій Юсов заявив, що чутки про можливий російський напад на Харків є частиною «психологічних операцій» Росії, і немає жодних ознак того, що Росія планує нову атаку. Крім того, розвідка повідомила, що станом на 3 березня Росія мала близько 100 винищувачів Су-35, понад 100 винищувачів Су-34 і сім літаків раннього попередження А-50.

### 4 квітня

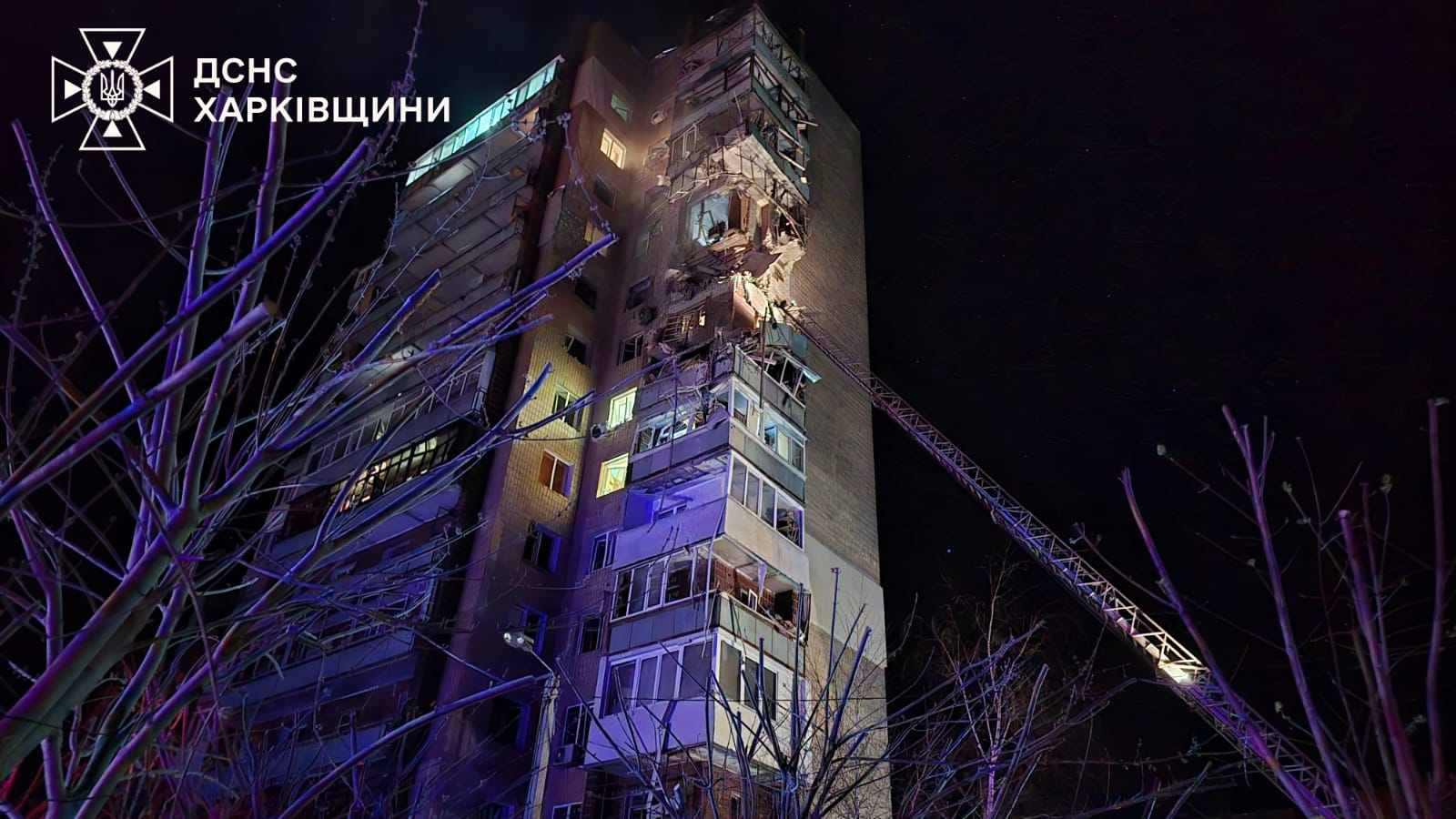
Наслідки нічної атаки безпілотника на Харків, де було чотири влучання; чотири людини загинули і 12 отримали поранення.

За даними ISW, росіяни збільшили масштаби атак із застосуванням бронетехніки на східному фронті, нарощуючи темпи наступу та зосереджуючи зусилля на Авдіївському, Бахмутському та Лиманському напрямках. Російська армія за підтримки бронетехніки посилила атаку на Часів Яр під Бахмутом. ЗС РФ здійснили посилений штурм за підтримки бронетехніки на Часів Яр біля Бахмута Донецької області. ЗСУ вдалось знищити 19 з 32 бронебійних транспортних засобів, що брали участь у атаці. ЗС РФ залишалися на східних підступах до міста. ППО ЗСУ збила 11 дронів ворога.
Росія атакувала на Лиманському, Бахмутському, Авдіївському та Новопавлівському напрямках, де відбулося 65 бойових зіткнень. Протягом дня ЗС РФ здійснили чотири ракетних удари, 80 авіаударів та 108 обстрілів. Під обстрілами опинилися близько 120 населених пунктів у дев'яти областях потрапили під артилерійський вогонь. Українська авіація завдала сім авіаударів по районах зосередження і два по зенітно-ракетних комплексах, а артилерія — по району зосередження, двом артилерійським підрозділам, радіолокаційній станції, станції радіоелектронної боротьби і двом об'єктам протиповітряної оборони.
Вночі росіяни кількома хвилями атакували Харків дронами-камікадзе типу «Shahed». Внаслідок масованої атаки загинули 4 людини, в тому числі 3 рятувальники ДСНС, що прибули на ліквідацію наслідків, після першого влучення дронами, ще 12 людей отримали поранення. Пошкоджено три одиниці техніки ДСНС. В наслідок атак 350 тисяч громадян Харківської області були позбавлені електроенергії.
Росія майже повністю відновила свої збройні сили після величезних втрат під час вторгнення в Україну, заявив заступник держсекретаря США Курт Кемпбелл. Москва різко збільшила витрати на оборону з 2022 року — до 6 % національного ВВП у бюджеті на 2024 рік.

### 5 квітня
Міністерство оборони Росії заявило про захоплення села Водяне поблизу Авдіївки. Речник оперативного командування «Схід» Андрій Задубінний заперечив, що ЗС РФ увійшли в передмістя Часового Яру, але вони концентрують свої сили поблизу міста. Він додав, що: «Ситуація там дуже складна, бої йдуть, але їх там немає». За даними ISW, ЗС РФ просунулися в районі Авдіївки.
Росіяни атакували на Лиманському, Бахмутському, Авдіївському та Новопавлівському напрямках, де відбулося 80 бойових зіткнень. Протягом доби ЗС РФ здійснили 14 ракетних ударів, 107 авіаударів та 137 обстрілів. Під обстріли потрапили близько 110 населених пунктів у дев'яти областях потрапили під артилерійський вогонь. ВПС ЗСУ завдали 11 авіаударів, при цьому артилерія завдала ударів по двох засобах протиповітряної оборони, п'яти артилерійських підрозділах, блокпосту, пункту управління безпілотниками і трьом районам зосередження бойовиків.
Вночі Україна була атакована дронами-камікадзе типу Shahed із кримського мису Чауда, силам ППО вдалось знищили 13 бпла. Також було задіяно дві зенітні керовані ракети С-300/С-400, три балістичні «Іскандер-М». Ракетні удари Росія завдала по житлових будинках у Покровську на Донеччині, поранивши п'ятьох цивільних. У Покровську росіяни розбомбили офіс «Лікарів без кордонів».
За словами прем'єр-міністра України Дениса Шмигаля, росіяни знищила 80 % ТЕЦ України за останні тижні через продовження енергетичного терору та ракетних ударів по енергетичних об'єктах.
У російському Енгельсі пролунали вибухи. Внаслідок українських контратак по трьох аеродромах росіян, було пошкоджено бомбардувальники Ту-95МС. Повідомляли про атаку українських бпла по територіям Ростовської (44 БпЛА), Саратовської (1 БпЛА), Курської (1 БпЛА) і Бєлгородської (1 БпЛА) областей, а також над територією Краснодарського (6 БпЛА) краю. Щонайменше шість літаків знищено та вісім суттєво пошкоджено внаслідок атаки на аеродром Морозовськ у Ростовській області. Також ліквідовано та поранено близько 20 російських військових.
Вдень росіяни обстріляли Запоріжжя під час ракетної атаки російської армії загинули 4 людини, ще 26 людей постраждали. Міністерство реінтеграції наказало евакуювати дітей з 52 сіл напіввідокремленої Сумської області через російські атаки. За останні 24 години ЗС РФ атакували шість прикордонних районів і сіл, здійснивши 15 обстрілів і спричинивши щонайменше 83 вибухи. Внаслідок російського обстрілу Бериславу постраждало щонайменше троє цивільних.
Також окупанти скинули дві авіабомби КАБ-250 по селищу Нью-Йорку, постраждало 2 людини. Всесвітня організація охорони здоров'я повідомила, що з моменту російського вторгнення в лютому 2022 року відбулося 1 682 напади на українські медичні установи, в результаті яких загинули 128 медичних працівників і пацієнтів, а ще 288 отримали поранення, включаючи працівників швидкої допомоги та інший медичний транспортний персонал.
Влада Придністров'я заявила, що в результаті атаки безпілотника було пошкоджено радіолокаційну станцію в районі Рибниці.

### 6 квітня
Росія атакувала в напрямку Лиману, Бахмуту, Авдіївки, Новопавловська та Запоріжжя, де відбулося 57 бойових зіткнень. Протягом дня ЗС РФ здійснили 10 ракетних ударів, 88 авіаударів та 71 обстріл. Під артилерійський вогонь потрапили понад 100 населених пунктів у дев'яти областях. Українська авіація завдала 14 авіаударів по районах зосередження і один по зенітно-ракетному комплексу, а артилерія завдала ударів по двох районах зосередження, пункту управління безпілотниками, артилерійському підрозділу і станції радіоелектронної боротьби.
Вночі російсіяни атакували Україну ударними БпЛА типу «Shahed-131/136», крилатими ракетами та ракетами комплексу С-300. Сили ППО знищили 28 з 32 бпла ворога і три з трьох крилатих ракет: дві крилаті ракети Х-101/Х-555, крилату ракету «Калібр». Внаслідок російських атак у Одесі лунали вибухи.
В Харкові падіння дронів прийшлося по житловій забудові — пошкоджені щонайменше 9 багатоповерхівок, три гуртожитки, низка адміністративних будівель, крамниця, АЗС, СТО та авто. Шість людей загинуло 10 поранено. ЗС РФ обстріляли Курахівка та Красногорівку в Донецькій області, п'ятеро людей загинули, двоє отримали поранення.
У селищі Макарів біля Києва уламками пошкодило приміщення одного з приватних підприємств, заявила влада Бучі. Жертв і постраждалих немає.
В вечері росіяни двічі атакували місто Гуляйполе, через що загинули чотири людини, ще понад 20 дістали поранення.
Ще двоє людей загинули в результаті обстрілів Харкова та Одеси, де вдень російська ракета «Іскандер-М» влучила в комунальне підприємство.
Міністерство оборони Росії заявило, що над Бєлгородською областю було збито 10 ракет РМ-70. Губернатор В'ячеслав Гладков повідомив, що в чотирьох селах Бєлгородської області пошкоджено близько 12 житлових будинків, поліклініка, спортивний комплекс, комерційне підприємство і три автомобілі; загиблих немає.
Литва поставила в Україну невстановлену кількість гусеничних БТР M577. Міністр оборони Естонії Ханно Певкур оголосив про власну ініціативу придбати один мільйон ракет для України. Подібно до чеської ініціативи, на закупівлю боєприпасів, у тому числі 155-мм і 152-мм ракет і ракет «Град», необхідно 2—3 млрд євро.

### 7 квітня
За даними ISW, затримки з постачанням зброї із Заходу змушують українську владу приймати складні рішення щодо пріоритетів на фронті. ЗС РФ просунулися в районі Авдіївки. Позиційні бої тривали в районі Кремінної, на північний захід від Бахмута, на кордоні Донецької та Запорізької областей і поблизу Кринок.
Росіяни атакували на Лиманському, Бахмутському, Авдіївському, Новопавлівському та Запорізькому напрямках, де відбулося 76 бойових зіткнень. Протягом дня ЗС РФ здійснили сім ракетних ударів, 104 авіаудари та 108 обстрілів. Під артилерійський вогонь потрапили понад 100 населених пунктів у дев'яти областях. Українська авіація завдала 13 авіаударів по районах зосередження, один — по командному пункту, п'ять — по зенітно-ракетних комплексах і один — по вишці зв'язку, а артилерія — по зенітно-ракетному комплексу, пункту управління безпілотниками, артилерійському підрозділу, трьом районам зосередження, трьом районам зосередження, пункту управління безпілотниками, артилерійському підрозділу і станції радіоелектронної боротьби. Внаслідок російської атаки на центр Харкова кількох людей було поранено.
Вночі росіяни атакували Україну 17 «Shahed-131/136», їх всі знищила українська ППО в тойже час росіяни запустили керовану авіаційну ракету Х-31 з окупованої Луганської області, балістичну ракету «Іскандер-М» з Криму. Зазначається, що близько 01:00 росіяни в черговий раз атакували безпілотниками Харків. Внаслідок атаки було пошкоджено приватні домоволодіння, дитячий садок, три п'ятиповерхівки та автомобілі. Постраждали троє цивільних віком 61, 64 і 87 років.
О 10:00 окупанти обстріляли керованою ракетою Борову. Пошкоджені понад 30 житлових будинків, господарчі споруди, будівля пошти. Поранень зазнали місцеві мешканці 48 та 39 років. Внаслідок російського удару по Одесі постраждала жінка.
ЗС РФ обстріляли з реактивної системи залпового вогню «Град» прифронтове Гуляйполе Запорізької області. Загинули три людини ще одна людина травмована.
У Чернігівській області зафіксували дев'ять ворожих обстрілів, пошкоджена лінія електропередеач. 85-річна жінка загинула внаслідок влучання авіабомби в чотириповерховий житловий будинок в Куп'янську.
Україна шукає можливість посилити захист Харкова від авіаційних атак, президент Зеленський попросив партнерів надати засоби ППО.
Губернатор Бєлгородської області В'ячеслав Гладков заявив, що російська протиповітряна оборона збила чотири українські безпілотники над Бєлгородською областю, в результаті чого одна людина загинула і ще четверо отримали поранення, в тому числі двоє дітей.
Росатом заявив про масовану атаку безпілотників на Запорізьку атомну електростанцію, в результаті якої постраждали три людини і виникла безпосередня загроза безпеці станції: один безпілотник влучив у їдальню, а інший був збитий над 6-м реакторним блоком. Глава МАГАТЕ Рафаель Гроссі підтвердив, що було зафіксовано три прямих удари по основних захисних конструкціях реактора Запорізької АЕС, що спричинило «фізичний вплив» на один з реакторів, в результаті чого щонайменше одна людина отримала поранення. Однак він не уточнив, яка саме сторона здійснила атаку. Речник української розвідки Андрій Юсов заявив, що Україна не причетна до жодних збройних провокацій на території електростанції.

### 8 квітня
За даними ISW, ЗС РФ просунулися поблизу Кремінної, Бахмута, Авдіївки та Донецька. На лівому березі Дніпра було відбито шість атак. Росія атакувала в напрямку Лиману, Бахмуту, Авдіївки, Новопавловська та Запоріжжя, де відбулося 56 бойових зіткнень. Протягом доби ЗС РФ здійснили 4 ракетних удари, 97 авіаударів та 92 обстріли. Під обстрілами опинилися бл. 120 населених пунктів у дев'яти областях потрапили під артилерійський вогонь. Українська авіація завдала сім авіаударів по районах зосередження і чотири — по зенітно-ракетних комплексах, а артилерія — по зенітній системі, двох станціях радіоелектронної боротьби і двох районах зосередження.
Командувач українських сухопутних військ генерал Олександр Павлюк заявив, що армія стикається з нестачею особового складу, і закликав українців вступати до армії. Якщо вони отримають повістку або прийдуть до військкомату для уточнення персональних даних, це не означає, що їх одразу відправлять на передову для проведення наступальних операцій. Він також заявив, що російська пропаганда спотворює українську інформацію про мобілізацію та призов, і додав, що українське законодавство передбачає, що кожен, хто виявиться придатним, поїде до навчального центру і пройде базову підготовку тривалістю один місяць.
Вночі ворог завдав удару керованою авіаційною ракетою Х-59 із повітряного простору окупованої Запорізької області та 24 ударними БПЛА типу Shahed-131/136 з мису Чауда, там знищено 7 дронів. ВПС ЗСУ збили керовану авіаційну ракету Х-59 на Дніпропетровщині та 17 «Shahed» у Одеській, Миколаївській, Кіровоградській, Хмельницькій та Житомирській областях. Внаслідок російського удару по багатоповерхівці в Часовому Яру загинула жінка.
ЗС РФ вдень завдали ракетного удару по заводу «Кранкомплект» у Запоріжжі пошкоджено 14 будівель, в тому числі 7 багатоповерхівок, заклад охорони здоров'я і заклад культури. Три людини загинуло, ще шестеро поранені. На відео російської сторони показали, як удар керувався за допомогою бпла «Орлан-30».
Внаслідок російських авіаударів по центру Білопілля у Сумській області та по Сумах загинула одна людина і щонайменше п'ятеро були поранені. Ще дві людини загинули і 15 отримали поранення в результаті окремих обстрілів у Часовому Яру, Селидовому та Полтаві.
Президент Франції Еммануель Макрон та прем'єр-міністр Великої Британії Ріші Сунак в телефонній розмові наголосили на необхідності посилити військову підтримку України, зокрема боєприпасами та засобами ППО.
Українські хакери «Blackjack» з кібердепартаментом СБУ атакували центр обробки даних OwenCloud, знищивши понад 300 терабайт даних, які використовувалися російськими військовими, енергетичними та телекомунікаційними компаніями, що вплинуло на 10 000 компаній, серед яких «Газпром», «Лукойл», «Роснефть», Уральський завод цивільної авіації та інші.

### 9 квітня
ЗС РФ окупували селище Первомайське у Донецькій області після більше ніж 1,5 року бойових дій, повідомляють аналітики DeepState. За даними ISW, ЗС РФ просунулися поблизу Кремінної, на захід від Авдіївки та на південь і південний захід від Донецька.
Росіяни атакували в напрямках Куп'янська, Лиману, Бахмута, Авдіївки, Новопавловська та Запоріжжя, де відбулося 83 бойових зіткнення. ЗС РФ здійснили 11 ракетних ударів, 108 авіаударів та 149 обстрілів. Під артилерійський вогонь потрапили понад 110 населених пунктів у дев'яти областях. Українська авіація завдала 15 авіаударів по районах зосередження і два по зенітних ракетних комплексах, а артилерія — по району зосередження і трьом зенітним комплексам.
Вночі ЗС РФ атакували Україну 20 ударними БПЛА типу Shahed-131/136 із мису Чауда — Крим, Приморсько-Ахтарськ, РФ, а також чотирма зенітними керованими ракетами С-300 з тимчасово окупованої території Донецької області. Сили ППО збили всі бпла у Миколаївській, Одеській, Херсонській, Дніпропетровській, Полтавській, Вінницькій та Львівській областях.

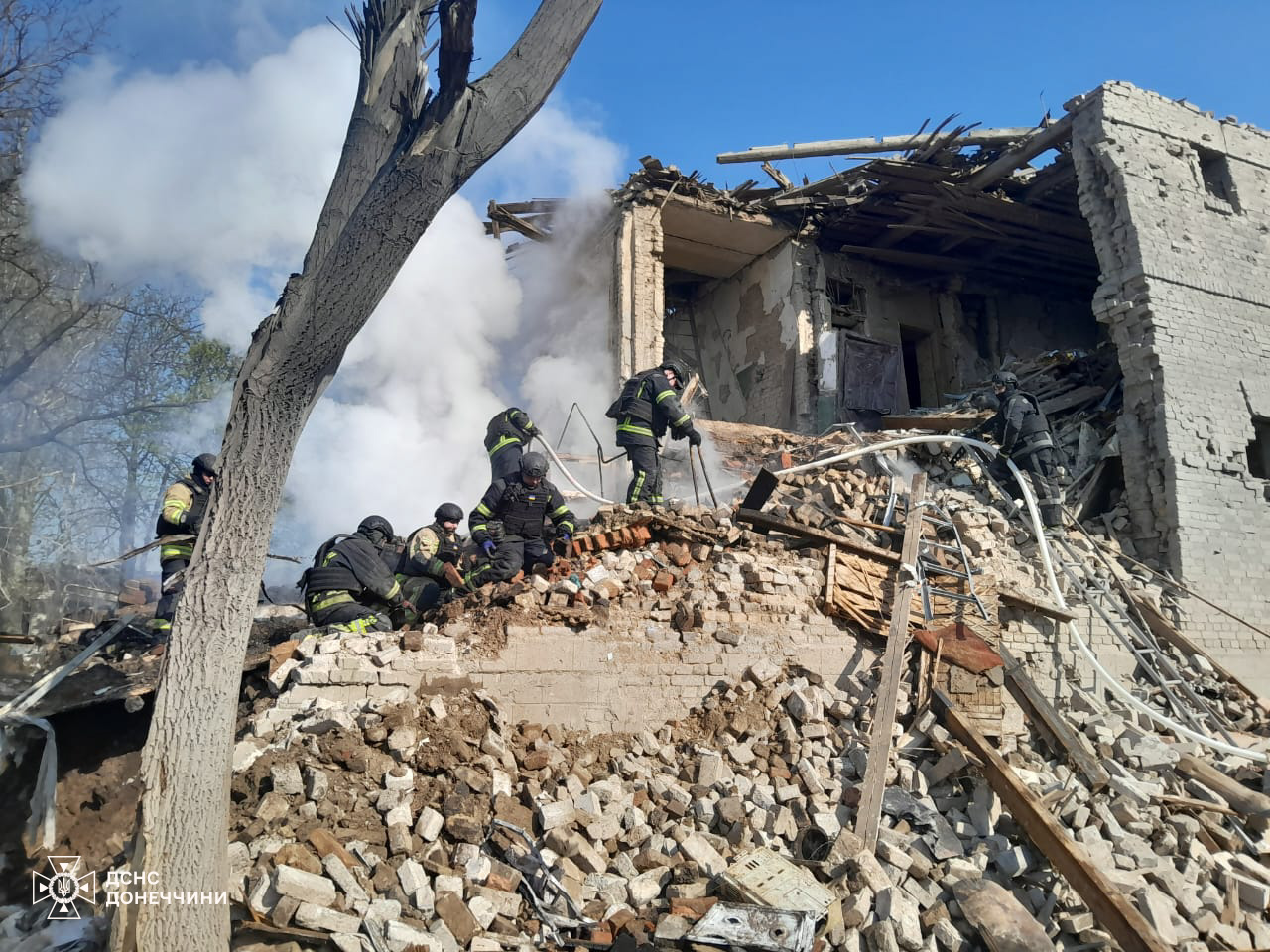
Зруйнована будівля в Констянтиновці. 9 квітня 2024

У ГУР підтвердили атаку двох безпілотників по Центру авіапідготовки в Борисоглєбську Воронезької області РФ. Вдалося уразити основні виробничі потужності підприємства Борисоглібський навчальний авіаційний центр підготовки льотного складу у Воронезькій області. В будівлю центру влучили два дрони, згодом стало відомо, що ця атака була організована ГУР МО України.
Офіс генерального прокурора мав 27 кримінальних проваджень за фактами страти російськими окупантами українських військовополонених, йдеться про вбивство 54 захисників.
Компанія Rheinmetall оголосила про поставку в Україну ще 20 реактивних систем залпового вогню Marder 1A3. Центральне командування США повідомило, що конфісковану в Ірану зброю передали Україні, зокрема, тисячі ракетних установок, кулеметів, снайперських гвинтівок і сотні тисяч боєприпасів.
- Донецька обл.: в результаті бомбардування Костянтинівки пошкоджено 27 будинків, три багатоповерхівки, два об'єкти інфраструктури та адміністративну будівлю[160][161][162]. Три людини, в тому числі 13-річна дитина, загинули, двоє отримали поранення. Нанесено удар по промзоні Слов'янська[163].
- Львівська обл.: дронами пошкоджено об'єкт критичної інфраструктури[164]
- Одеська обл.: знищено дві керовані авіаційні ракети Х-59, якими ЗС РФ атакували Одесу.[165]
- Чернігівська обл.: через артобстріл Семенівки загинула людина[166][167][168]
- Херсонська обл.: ЗС РФ обстріляли 15 населених пунктів, у тому числі Херсон, пошкодивши 7 будинків, одна людина отримала поранення[169]

### 10 квітня
За даними ISW, ЗС РФ нещодавно зайняли Іванівське, населений пункт на схід від Часового Яру, і просунулися вперед поблизу Авдіївки. Ефективне використання українською армією безпілотників на полі бою не може повністю вирішити проблему нестачі боєприпасів по всьому фронту. Зеленський попередив про загрозу російського наступу на Харків, що змусить Україну передислокувати частину своїх і без того обмежених людських і технічних ресурсів з інших активних і критично важливих ділянок фронту.

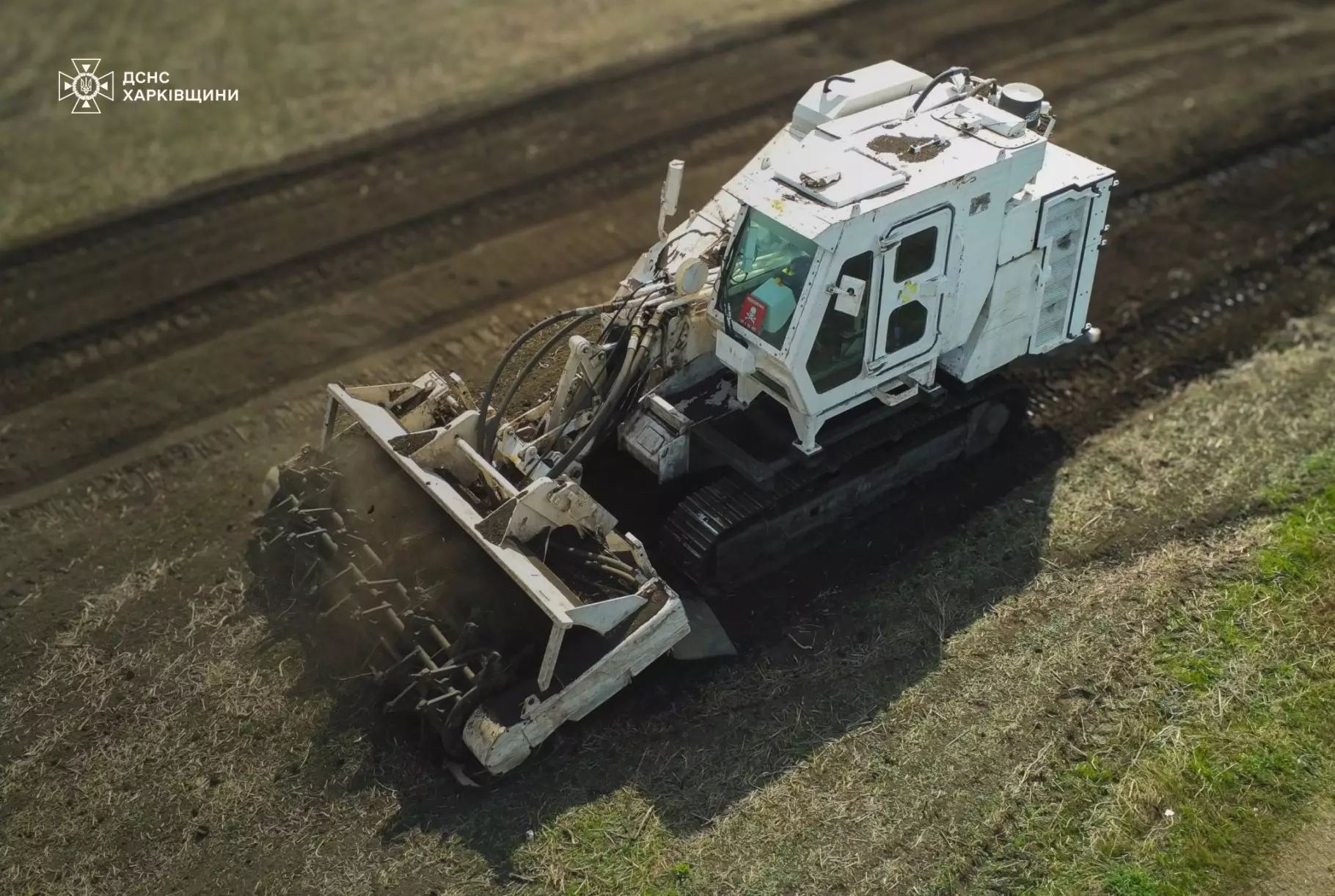
Розмінування на Харківщині 10 квітня 2024 року

Росіяни атакували в напрямку Лиману, Бахмуту, Авдіївки, Новопавловська та Запоріжжя, де відбулося 55 бойових зіткнень. Протягом дня ЗС РФ здійснили вісім ракетних ударів, 93 авіаудари та 78 обстрілів. Під артилерійський вогонь потрапили понад 120 населених пунктів у дев'яти областях. Українська авіація завдала авіаударів по району зосередження, зенітно-ракетному комплексу, артилерійському підрозділу та станції радіоелектронної боротьби, а артилерія — по дев'яти районам зосередження та зенітно-ракетному комплексу.
Збито 14 з 17 БПЛА типу Shahed-131/136. Також ворог атакував двома крилатими ракетами Іскандер-К та однією балістичною ракетою Іскандер-М з Криму.
Сполучені Штати оголосили про терміновий продаж компонентів для зенітно-ракетних комплексів Hawk Україні на суму 138 мільйонів доларів.
Речник Військово-морських сил ЗСУ Дмитро Плетенчук повідомив про падіння вертольота Ка-27 на території Криму, додавши, що він впав не тільки з технічних причин. Того ж дня Міністерство оборони Росії повідомило, що вертоліт Мі-24 розбився через можливу відмову обладнання біля берегів Криму.
Україна і Велика Британія підписали рамкову домовленість про співпрацю у сфері оборонних матеріалів. Угода була підписана під час військово-промислової конференції в Києві, де взяли участь представники 29 британських оборонних фірм, ці компанії прибули до України, щоб обговорити можливості створення спільних підприємств із українськими виробниками озброєнь та представниками оборонної промисловості.
Увечері ЗС РФ завдали ракетних ударів по транспортно-логістичній інфраструктурі Одещини, загинули 4 людини, в тому числі 10-річна дівчинка, і ще 14 отримали поранення. Внаслідок обстрілу Вовчанська зруйнована поліклініка.

## 11—20 квітня

### 11 квітня
За даними ISW, ЗС РФ просунулися в районі Кремінної, в напрямку Часового Яру на захід від Бахмута і на кордоні Донецької та Запорізької областей. Росіяни атакували на Бахмутському, Авдіївському, Новопавлівському та Запорізькому напрямках, де відбулося 78 бойових зіткнень. Протягом дня ЗС РФ здійснили 54 ракетних удари, 126 авіаударів та 95 обстрілів. Під артилерійський вогонь потрапили понад 110 населених пунктів у дев'яти областях. ВПС ЗСУ завдали 12 авіаударів по районах зосередження і один по зенітно-ракетному комплексу, а артилерія завдала ударів по зенітних комплексах, станції радіоелектронної боротьби і двох районах зосередження.

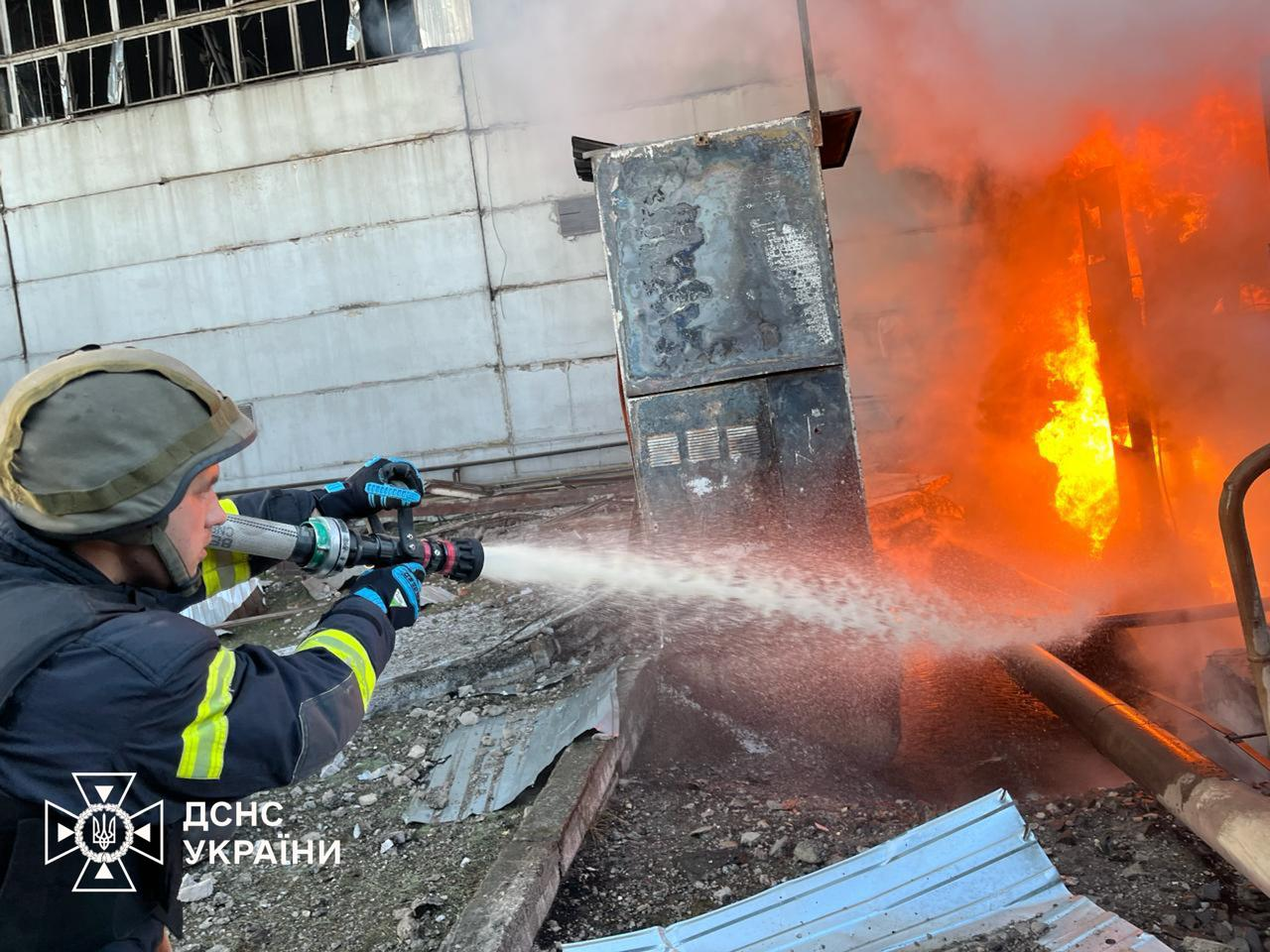
Гасіння Трипільської ТЕС

Вночі росіяни атакували територію Україну 40 БПЛА типу «Shahed-131/136», крилатими ракетами з літаків Ту-95МС, «Кинджалами» з МіГ-31К та керованими авіаракетами з Су-34. Під ударом опинилася енергосистема чотирьох областей — Київської, Львівської, запорізької та Харківської. Серйозно пошкоджено дві ТЕС ДТЕК. Ракетами типу Х-69 було уражено Трипільську ТЕС, що виведена з ладу. Два підземних сховища газу, що належать державній газовій компанії « Нафтогаз», також були обстріляні.
Після 16:00 росіяни КАБами вдарили по ТЕС у Сумах.
У Вільнюсі Президент України Зеленський і Президент Латвії Едгарс Рінкевичс підписали «Угоду між Україною та Латвійською Республікою про довгострокову підтримку та безпекові зобов'язання».
Зеленський під час саміту Ініціативи трьох морів у Вільнюсі вкотре звернувся за допомогою у забезпеченні України засобами протиповітряної оборони, щоб захистити міста від російських атак. Європарламент відмовився схвалювати фінансування для Ради ЄС, поки Україна не отримає нові системи ППО Patriot. Це рішення, яке отримало підтримку 515 депутатів при 62 проти, є безпрецедентним. Президент Польщі Анджей Дуда заявив, що зустрінеться із Зеленським, щоб обговорити передачу Україні польських зенітних ракет радянського виробництв. Міністерство оборони Литви заявило, що постачатиме Україні генератори, розкладні польові ліжка та системи протиповітряної оборони.
Командувач оперативного командування «Південь» Сухопутних військ ЗСУ Андрій Ковальчук став начальником Одеської військової академії, а командувач оперативного командування «Схід» Сергій Литвинов — заступником начальника Національного університету оборони України. Їх замінили на попередніх посадах генерал-майор Геннадій Шаповалов і бригадний генерал Володимир Шведюк.
- Запорізька: ЗС РФ завдали 279 ударів по 8 населених пунктах, поранено жінку в Гуляйполі.[202]
- Львівська обл.: зранку нанесений комбінований удар по Стрию[203]
- Миколаївська: ЗС РФ завдали ракетного удару по Миколаєву, вбивши чотирьох людей та поранивши п'ять[204][205]
- Харківська: щонайменше 10 ударів завдано по Харкову й області, у місті проблеми зі світлом. Було збито 37 бпла, влучання в критичну інфраструктуру міст.[206]

### 12 квітня
Російські обстріли зменшили виробництво енергії в Україні та посилили дефіцит зенітних ракет. На думку експертів ISW, Володимир Путін не хоче дозволити українцям досягти рівня, близького до самодостатності у виробництві озброєнь у довгостроковій перспективі, оскільки це поставило б Україну в більш вигідне становище перед майбутнім російським наступом. Тим часом, ЗС РФ просунулися поблизу Авдіївки та Донецька на тлі продовження позиційних боїв по всій лінії фронту.
Росіяни атакували на Лиманському, Бахмутському, Авдіївському, Новопавлівському та Запорізькому напрямках, де відбулося 97 бойових зіткнень. Протягом 24 годин ЗС РФ здійснили два ракетних удари, 91 авіаудар та 160 обстрілів. Під артилерійський вогонь потрапили понад 110 населених пунктів у дев'яти областях. Українська авіація завдала 12 авіаударів по районах зосередження і чотири по зенітно-ракетних комплексах, а артилерія — по району зосередження, двом зенітним комплексам і станції радіоелектронної боротьби. Український генеральний штаб заявив, що знайшов спосіб ротації або заміни передових підрозділів. Українська розвідка заявила, що Росія перекидає війська з Далекого Сходу, в тому числі Тихоокеанського флоту, щоб поповнити втрати в Україні. Командувач Тихоокеанського флоту припинив ротацію до Сирії і натомість направив близько 2400 військовослужбовців до України.
Сили протиповітряної оборони Україні вночі знешкодили 16 із 17 російських дронів-камікадзе типу Shahed, що були запущені із мису Чауда. Також був нанесений удар керованою авіаційною ракетою Х-59 із повітряного простору тимчасового окупованої частини Донеччини. У Криворізькому районі внаслідок падіння уламків збитих дронів на території розподільчої станції сталася пожежа.
В наслідок артилерійських обстрілів у селищі Куп'янськ-Вузловий Харківської області загинув 64-річний чоловік, у селі Моначинівка двоє людей поранені. В результаті російських обстрілів Нью-Йорка та Красногорівки загинуло двоє людей.
Прем'єр-міністр України Денис Шмигаль заявив, що український уряд виділив додатково майже $100 млн на будівництво фортифікаційних споруд, з яких $43 млн буде виділено на укріплення в Харківській області, $38 млн — у Сумській області, а також додаткові кошти будуть надані Донецькій, Херсонській та Миколаївській областям. Крім того, Шмигаль заявив, що український уряд виділить кошти на закупівлю систем радіоелектронної боротьби для захисту об'єктів критичної інфраструктури. Керівництво «Центренерго» заявило, що Трипільську ТЕС можна відремонтувати за міжнародної допомоги, але без додаткових зенітних систем ремонтні роботи будуть марними.
У свою чергу, проросійський чиновник Запорізької області заявив, що в результаті українського обстрілу в Токмаку загинули 10 осіб, серед яких є діти. Під обстріл потрапили три багатоквартирні будинки. За словами чиновника Євгена Балицького, п'ятьох людей витягли з-під завалів, а 13 доправили до лікарні.
Росія повідомила, що чотири безпілотники були збиті близько 3:10 ранку над нафтопереробним заводом у Новошахтинську Ростовської області. Один зі збитих безпілотників впав на територію заводу, і його роботу було призупинено. Ще один безпілотник збитий над Бєлгородською областю. Губернатор В'ячеслав Гладков заявив, що український безпілотник пошкодив адміністративну будівлю російської компанії «Газпром» і поранив щонайменше двох людей.

### 13 квітня
За даними ISW, ЗС РФ провели щонайменше три операції на оперативному рівні. Чим довше Україна буде позбавлена військової допомоги з боку США, тим складніше українським військам буде протистояти російським операціям. Російське командування, ймовірно, оцінило, що українські війська не зможуть захистити себе від поточних і майбутніх російських наступальних операцій через затримки або постійне припинення військової допомоги США.
Росіяни атакували на Бахмутському, Авдіївському, Новопавлівському та Запорізькому напрямках, де відбулося 76 бойових зіткнень. Протягом дня ЗС РФ здійснили один ракетний наліт, 109 авіаударів та 115 обстрілів. Під артилерійський вогонь потрапили понад 110 населених пунктів у дев'яти областях. Українська авіація завдала 12 авіаударів по районах зосередження і один по блокпосту, два по станціях управління безпілотниками і один по зенітно-ракетному комплексу, а артилерія завдала ударів по двох районах зосередження і двох зенітних комплексах.
Близько 11:30 в купованому Луганську пролунали два вибухи від ракет Storm Shadow, було ліквідовано російського комбрига Павла Кропотова. Попередньо ракети влучили по скупченню живої сили противника в Луганський машинобудівний завод, де була велика рембаза росіян та склад зброї.
На Очеретине Донецької області росіяни скинули КАБ-500, влучили в 5-поверхівку. Достовірно відомо про одну поранену та 2 загиблих. ЗС РФ 15 разів обстріляли населені пункти Донеччини, загинуло троє місцевих жителів, поранені четверо.
В день російська армія вдарила по селу Козацьке Новокаховської громади Херсонщини, дві людини поранено.
Німеччина оголосила, що негайно передасть Україні ще одну систему ППО Patriot. Систему надають на додаток до систем ППО, які вже поставили та ще планують надати для відбиття російських повітряних атак. Глава Бундесверу Борис Пісторіус запевнив, що у підтримці України Німеччина «йде настільки далеко, наскільки це можливо з огляду на власну оперативну готовність».
Близько 21 години внаслідок ракетної атаки на село Веселе Липецької громади, загинуло 2 цивільних.
Німецька газета Bild повідомила, що українській збройовій компанії CDET вдалося скопіювати російський безпілотник «Ланцет» під назвою RAM X, налагодити їх масове виробництво та ефективне використання на полі бою.

### 14 квітня
За данними ISW Сил оборони України на південь від Кремінної та на південний захід від окупованого Донецька, де ЗСУ відновили позиції. Разом з тим російські загарбники продовжують тиснути поблизу Часового Яру та на Авдіївському напрямку.
Росія атакувала в напрямках Бахмута, Авдіївки, Новопавлівська та Запоріжжя, де відбулося 54 бойових зіткнення. Протягом доби ЗС РФ здійснили вісім ракетних ударів, 85 авіаударів та 98 обстрілів. Під обстрілами опинилися близько 100 населених пунктів у дев'яти областях потрапили під артилерійський вогонь. Українська авіація завдала 22 авіаудари по місцях зосередження бойовиків, а артилерія обстріляла п'ять блокпостів і склад боєприпасів. Українське військове командування заявило, що Росія хотіла провести операцію під чужим прапором на ЗАЕС.
Головнокомандувач ЗСУ Сирський заявив, що російське військове командування поставило за мету зайняти Часовий Яр до 9 травня 2024 року.
Вночі Україна була атакованими ударними дронами типу «Shahed» та керованими ракетами С-300/С-400. Росіяни запустили свої повітряні цілі з території Курської області, а також з регіонів тимчасово окупованої Донецької області. Всі дрони були збиті в Харківській області.
МО РФ повідомило, що зранку у Краснодарському краї були знищені всі 10 безпілотників, випущених Україною.
- Дніпропетровська обл.: в Дніпрі та Дніпровському районі внаслідок обстрілу постраждали 12 людей, з них 1 дитина.[250]
- Харківська обл.: зранку ЗС РФ обстріляли шахедами критичну інфраструктуру Харкова[251][252]
- Херсонська обл.: у Корабельному районі Херсону внаслідок обстрілу загорілися три приватні будинки, одну людину поранено[253]

### 15 квітня
За даними ISW, ЗС РФ просунулися поблизу Сіверська (на північний схід від Бахмута), Авдіївки та на захід від Донецька. Росіяни атакували на Лиманському, Бахмутському, Авдіївському, Новопавлівському та Запорізькому напрямках, де відбулося 104 бойових зіткнення. Протягом дня ЗС РФ здійснили 16 ракетних ударів, 31 авіаудар та 79 обстрілів. Під артилерійський вогонь потрапили понад 110 населених пунктів у дев'яти областях. Українські військово-повітряні сили завдали 13 авіаударів по районах зосередження, два — по зенітно-ракетних комплексах і один — по блокпосту, а артилерія завдала ударів по двох артилерійських підрозділах, чотирьох районах зосередження і чотирьох станціях управління безпілотниками.
ЗСУ атакували російський командний пункт в окупованому Криму. Партизанське угруповання «Атеш» повідомило, що був атакований командний пункт 810 гвардійської окремої мотострілецької бригади в Севастополі.
Нідерланди додатково виділили 4,4 млрд євро на військову та гуманітарну підтримку України в період 2024—2026 років.
Канада влітку розпочне передачу Україні 450 багатоцільових безпілотних авіаційних комплексів SkyRanger, а Литва виділить три мільйони євро на виробництво FPV-дронів. Також Нідерланди підтвердили наміри законтрактувати партію дронів Heidrun RQ-35 на 200 мільйонів євро у співпраці з Данією та Німеччиною, а сама ФРН передасть Києву розвідувальні дрони VECTOR 211.
- Донецька обл.: в Очеретиному через російський обстріл одна людина загинула, двоє поранені, пошкоджено дві багатоповерхівки.[261][262] Через обстрілу Сіверська загинули чотири людини.[263] Внаслідок ракетного удару по Слов'янську зафіксовано влучання у центральну частину міста, пошкоджені багатоповерхівки, люди не постраждали.[264]
- Сумська обл.: прикордонники відбили напад російської ДРГ[265]
- Харківська обл.: ЗС РФ атакували село Лук'янці, влучили у заклад освіти, загинуло двоє людей[266]

### 16 квітня
За даними ISW, російські сили на сході України використовують невеликі штурмові групи, які страждають від низького морального духу, але російські атаки навряд чи досягнуть кульмінації в найближчій перспективі. Тим часом, ЗС РФ просунулися поблизу Бахмута, Авдіївки, Донецька і в західній частині Запорізької області на тлі триваючих позиційних боїв по всій лінії фронту.
У Херсонській області на лівому березі Дніпра було відбито п'ять атак. Росія атакувала в напрямку Лиману, Бахмуту, Авдіївки, Новопавловська та Запоріжжя, де відбулося 68 бойових зіткнень. Протягом дня ЗС РФ здійснили два ракетних удари, 64 авіаудари та 75 обстрілів. Під артилерійський вогонь потрапили понад 110 населених пунктів у дев'яти областях. Українська авіація завдала шість авіаударів по місцях зосередження бойовиків і два — по блокпостах, а також артилерійські удари по місцях зосередження.
У ніч протиповітряна оборона України знищила 9 із 9 запущених російською армією ударних безпілотників типу «Shahed-131/136». Бойова робота велася у Херсонській, Миколаївській, Хмельницькій, Полтавській, Черкаській та Дніпропетровській областях.
У російському Брянську через пожежу внаслідок диверсії на підстанції знеструмлено одразу кілька військових та промислових об'єктів.
СБУ повідомила, що для знищення російської модернізованої радіолокаційної системи «Небо-У» в Брянській області було використано сім безпілотників. Українська розвідка повідомила, що пожежа на підстанції в Брянську вночі знеструмила одночасно кілька військових і промислових об'єктів. Внаслідок знищення трансформатора без світла залишилися, зокрема, військова частина № 33149 (29-та залізнична бригада), 111 військове підприємство (машинобудівне підприємство) та 192 Центральне військове підприємство (постачальник залізничної техніки)
Президент Зеленський заявив, що без американського пакету військової допомоги на $61 млрд Україна не матиме шансів на перемогу. За його словами, ця допомога є критично важливою для ефективного протистояння російській агресії.
Російські агресори вдарили авіаційною бомбою по місту Берислав, удар прийшовся по житловій забудові. Постраждали 15 людей, повідомив очільник Херсонської ОВА Олександр Прокудін.
Міністерство оборони Данії оголосило про новий пакет військової допомоги Україні на суму $313 млн, частина з яких призначена для виробництва зброї в Чехії.
Моніторингова місія Верховної Ради України з прав людини заявила, що майже 37 000 українських громадян вважаються зниклими безвісти, включаючи дітей, цивільних осіб та військовослужбовців. Україна також підтвердила місцезнаходження близько 1 700 осіб, незаконно затриманих Росією, з яких лише 147 були повернуті додому. Також було зафіксовано понад 19 500 депортованих або переміщених дітей і 388 дітей, врятованих з російського полону.

### 17 квітня

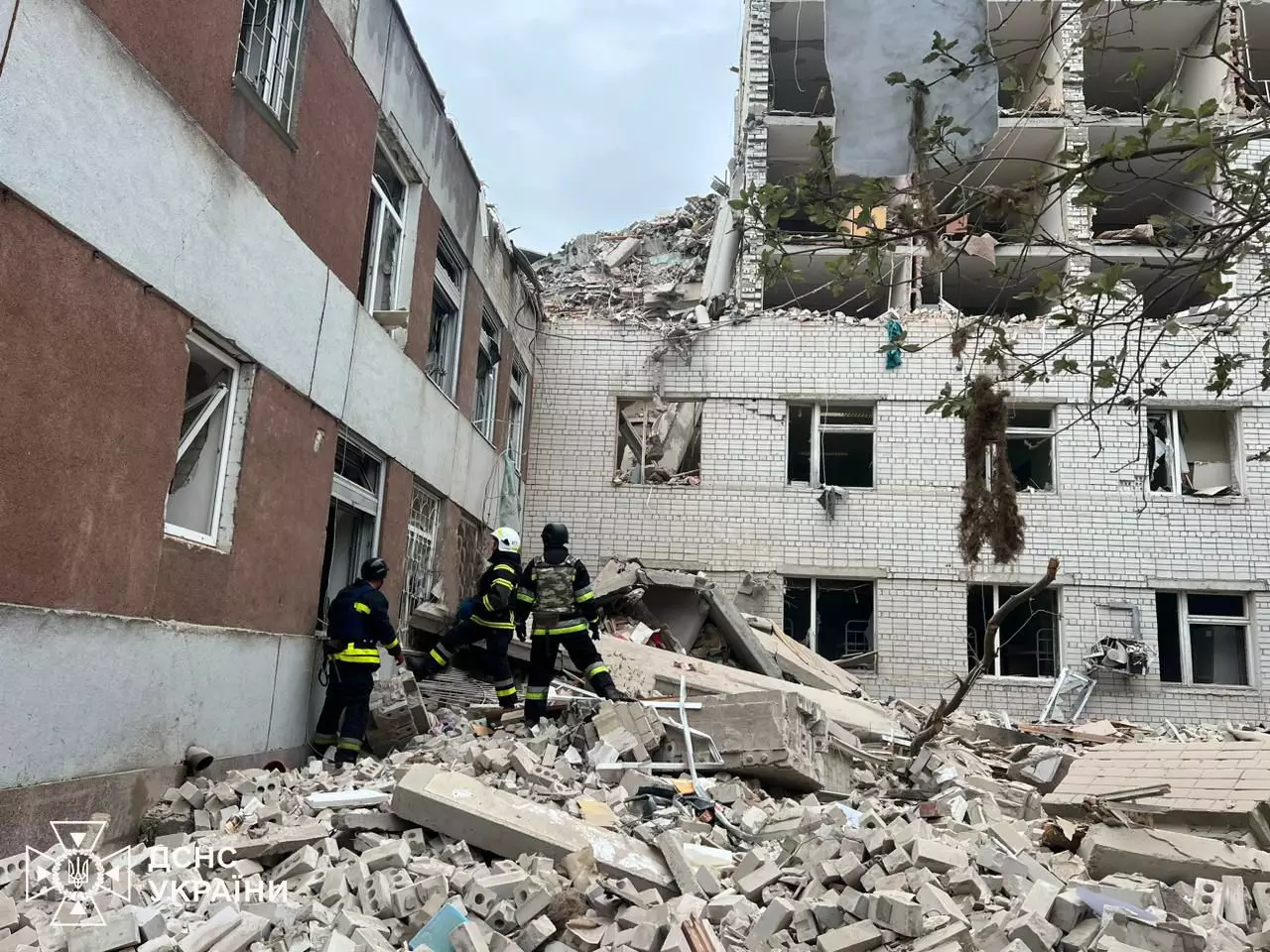
Наслідки влучань ракет по Чернігову 17 квітня 2024

За даними ISW, ЗС РФ просунулися в районі Авдіївки та Донецька. Росіяни атакували на Куп'янському, Лиманському, Бахмутському, Авдіївському, Новопавлівському та Запорізькому напрямках, де відбулося 87 бойових зіткнень. Протягом дня ЗС РФ здійснили чотири ракетних удари, 57 авіаударів та 89 обстрілів. Під артилерійський вогонь потрапили понад 120 населених пунктів у дев'яти областях. Українська авіація завдала вісім авіаударів по місцях зосередження бойовиків, а артилерія — по складах боєприпасів.

Вночі ЗСУ атакували аеродром у Джанкої. Для удару було використано близько 12 оперативно-тактичних ракет ATACMS, з високою ймовірністю запущених з боку Херсонської області. Наліт проводився у дві хвилі. Під час першого удару було задіяно сім ракет, судячи з усього, з касетною бойовою частиною, а в другій — не менше п'яти. Частина пошкодила техніку, що стояла на аеродромі, а частина — одну з будівель. На аеродромі Джанкой дислокується 39-й вертолітний полк 27-ї змішаної авіаційної дивізії 4-го командування ПКС і ППО Південного військового округу, три авіаційні ескадрильї. Представники ГУР повідомили, що були уражені 4 пускові установки ЗРК С-400, 3 радіолокаційні станції, пункт управління засобами ППО, а також апаратура спостереження за повітряним простором «Фундамент-М». Військові блогери повідомили, що в результаті атаки загинули 30 осіб і 80 отримали поранення, інформація перевіряється.
У ГУР заявили, що на аеродромі «Кряж» у російському місті Самара знищили гелікоптер Мі-8.
Українські правоохоронці у співпраці з німецькими колегами знайшли на території Німеччини 161 викрадену Росією українську дитину.
Парламентська асамблея Ради Європи офіційно не визнає легітимність Путіна, котре переобраного Президентом РФ, а також закликає країни Ради Європи та ЄС зупинити будь-які контакти з його «злочинною владою».
- Дніпропетровська обл.: вранці ЗС РФ атакували дронами та артилерією Нікопольський район, постраждала жінка, зруйновані будинки

- Чернігівська обл.: зранку росіяни вдарили трьома ракетами по густонаселеному району Чернігова, загинули 18 людей, серед них 25-річна поліцейська, щонайменше 78 містян дістали поранення.[290][291][292] Окрім влучання в житловий будинок, було пошкоджено чотири багатоповерхівки, лікарню, університет і десятки автомобілів.[293][294]

### 18 квітня
За даними ISW, ЗС РФ просунулися в районі Авдіївки, досягнувши околиць Очеретиного та увійшовши до Калинового, а ЗСУ відбили деякі позиції в цьому районі. На лівому березі Дніпра відбито 11 атак. Росія атакувала в напрямку Лиману, Бахмуту, Авдіївки, Новопавловська та Запоріжжя, де відбулося 86 бойових зіткнень. Протягом доби ЗС РФ здійснили 11 ракетних ударів, 78 авіаударів та 82 обстріли. Під артилерійський вогонь потрапили 120 населених пунктів у дев'яти областях. Військово-повітряні сили України завдали дев'ять авіаударів по місцях зосередження бойовиків.
Вночі росіяни атакували 13 ударними БпЛА типу Shahed-131/136 із районів Приморсько-Ахтарськ — РФ та мису Чауда — Крим. Усі 13 дрони збито зенітними ракетними підрозділами Повітряних Сил та мобільними вогневими групами Сил оборони України у Херсонській, Дніпропетровській, Вінницькій, Полтавській, Хмельницькій, Тернопільській та Івано-Франківській областях. Під час атаки російських ударних дронів на Івано-Франківську область вранці, нападники цілились в об'єкти критичної інфраструктури.
МАГАТЕ повідомило, що отримало повідомлення про спробу нападу безпілотника на навчальний полігон Запорізької атомної електростанції о 10:35 ранку, але про жертви або пошкодження не повідомлялося.
Близько 12:20 росіяни завдали ракетного удару по селу Сороківка Харківського району. Пошкоджень зазнала будівля магазину, одна людина зазнала поранень.
ЗС РФ ведуть наступальні дії з метою окупації міста Часів Яр на Донеччині, проте зазнають втрат. ЗСУ вдалося взяти в полон кілька іноземних найманців із Непалу та Шрі-Ланки.
Російські військові верфі, які перебувають під міжнародними санкціями, отримують деталі з європейських країн за допомогою фірм з Хорватії та Італії, з'ясувала Російська служба ВВС.
Німецька компанія Quantum Systems повідомила, що відкрила другий завод в Україні, та планує інвестувати у нове виробництво до шести мільйонів євро протягом наступних двох років.
Міністр з питань стратегічних галузей промисловості Олександр Камишин повідомив, що Данія стала першою країною, яка закупила зброю для ЗСУ в українського виробника в рамках пакету військової допомоги, додавши, що: «Це рішення було надзвичайно важливим як для українських Збройних Сил, так і для української економіки. Виробничі потужності нашої оборонної промисловості значно перевищують купівельну спроможність державного бюджету».

### 19 квітня

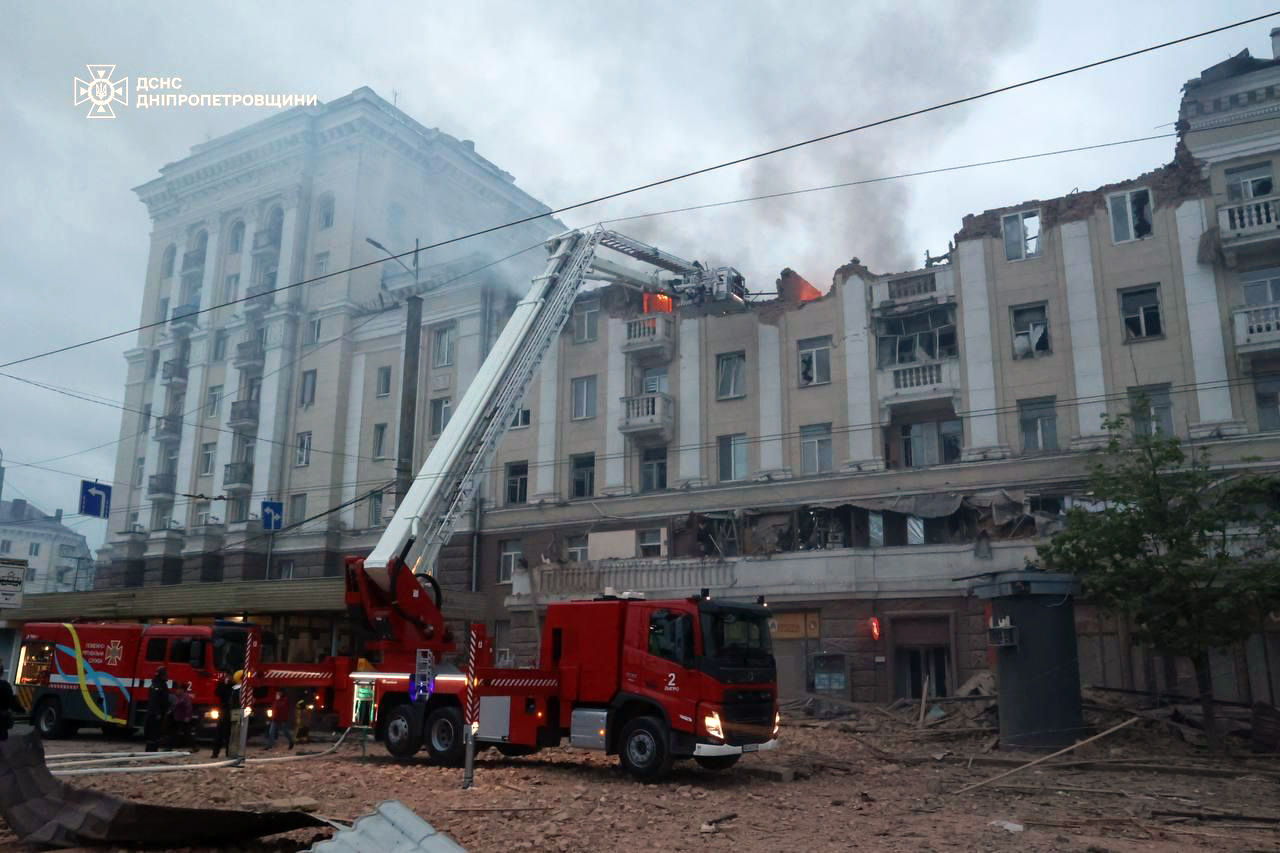
Наслідки влучання ракети в будинок в Дніпрі 19 квітня 2024

За інформацією ISW, глава МЗС Росії Сергій Лавров заявив про намір захопити Харків у рамках майбутньої російської наступальної операції. Тим часом ЗС РФ просунулися поблизу Бахмута, Авдіївки та Донецька.
Росіяни атакували на Лиманському, Бахмутському, Авдіївському, Новопавлівському та Запорізькому напрямках, де відбулося 102 бойових зіткнення. Протягом дня ЗС РФ здійснили 29 ракетних ударів, 67 авіаударів та 67 обстрілів. Під артилерійський вогонь потрапили понад 120 населених пунктів у дев'яти областях. Українські військово-повітряні сили завдали шість авіаударів по місцях зосередження бойовиків і один — по блокпосту.
День розпочався з масованого ракетного обстрілу, здійсненого з 6 літаків. Загалом росіяни застосували 36 засобів повітряного нападу — 22 ракети різних типів та 14 ударних безпілотників. Зазначено, що ворог застосував 2 крилаті ракети Х-101/Х-555 із літаків стратегічної авіації Ту-95 МС, район пусків був Рязань РФ; 14 ударних БПЛА типу Shahed-131/136, пуски з районів Приморсько-Ахтарськ і Курської області; 12 керованих авіаційних ракет Х-59/Х-69, пуски — Курська область і з акваторії Азовського моря; 2 крилаті ракети «Іскандер-К» — з Криму; 6 крилатих ракет Х-22 з дальніх стратегічних бомбардувальників Ту-22М3, пуски з акваторій Чорного та Азовського морів. Українська ППО вперше знищила дві ракети Х-22 із 6, які випустила РФ.
Уперше зенітні ракетні підрозділи Повітряних сил у взаємодії з Головним управлінням розвідки МО України знищили дальній стратегічний бомбардувальник Ту-22М3. Губернатор Ставропольського краю Володимир Володіміров підтвердив падіння літака, зазначивши, що пілоти встигли катапультувалися. Представники розвідки України повідомляють про ураження літака комплексом С-200, також повідомляють, що один з чотирьох пілотів загинув.
Найбільшого руйнування від ракет Х-22 зазнало місто Дніпро, та область. У місті пошкоджено багатоповерхівку та вокзал, в області у Синельниківському районі частково зруйновані 4 приватних житлових будинки, пошкоджено 10 приватних будинків. Чотири практично зруйновані. Загинуло 8 людей, ще 34 отримали поранення.
У Кривому Розі в наслідок попадання постраждали 3 людини.
В Куцурубі Миколаївської області внаслідок артилерійського обстрілу вбито літню жінку і поранено її чоловіка, та підлітка.
У селищі Вигоничі Брянської області увечері, сталася пожежа під час атаки БПЛА. Дрон вдарив по місцевій енергетичній підстанції.
Директор ЦРУ Вільям Бернс вважає, що відсутність американської допомоги може призвести до поразки України у війні до кінця 2024 року.
Китай є основним постачальником критично важливих компонентів для загарбницької війни Росії проти українського народу. Про це державний секретар США Ентоні Блінкен на пресконференції після закінчення зустрічі міністрів закордонних справ країн G7.
Колишній президент США і кандидат у президенти Дональд Трамп закликав Європу надати більше фінансової допомоги Україні.

### 20 квітня
Міністерство оборони Великої Британії повідомило, що ЗС РФ здійснюють інтенсивні обстріли, намагаючись захопити Часів Яр, повторюючи тактику боїв за Авдіївку, але просування російських сухопутних військ є повільним. За даними ISW, ситуація на фронті, ймовірно, погіршиться протягом найближчих тижнів до того, як допомога від США надійде в Україну. На думку експертів, Росія може посилити свої наступальні дії на фронті, а також ракетні та безпілотні атаки, щоб досягти максимальних успіхів до того, як українські військові отримають нове обладнання і зможуть стабілізувати ситуацію. Тим часом, ЗС РФ просунулися поблизу Часового Яру (на захід від Бахмута) і на північний захід від Авдіївки, а українські війська нещодавно просунулися на південь від Кремінної.
У Херсонській області на лівому березі Дніпра відбито три атаки. Росія атакувала в напрямках Куп'янська, Лиману, Бахмута, Авдіївки, Новопавлівська та Запоріжжя, де відбулося 115 бойових зіткнень. Протягом доби ЗС РФ здійснили 15 ракетних ударів, 63 авіаудари та 109 обстрілів. Під артилерійський вогонь потрапили понад 120 населених пунктів у дев'яти областях. Українська авіація завдала вісім авіаударів по районах зосередження, а артилерія — по командному пункту, трьох районах зосередження, складу боєприпасів і зенітній установці.
Росіяни вночі атакували Україну трьома балістичними ракетами «Іскандер-М», двома зенітними керованими ракетами С-300/С-400 із Бєлгородської області, а також двома керованими авіаційними ракетами Х-59/Х-69 із акваторії Чорного моря. Засобами зенітних ракетних військ Повітряних Сил знищено дві керовані авіаційні ракети Х-59/Х-69. Також на південному напрямку знищено три розвідувальні БпЛА — два «Орлан-10» та один «Supercam».
У Кардимівському районі Смоленської області РФ у ніч проти суботи через атаку дронів сталася пожежа на об'єкті паливно-енергетичного комплексу. Уламки збитого дрона стали наслідком загоряння ємності з паливно-мастильними матеріалами.
Палата представників США схвалила законопроєкт про надання Україні допомоги на 60,8 мільярда доларів до кінця вересня 2025 року. Ухвалення документа підтримали 310 конгресменів, «проти» проголосували 112. Законопроєкт передбачає виділення Києву 13,8 мільярда доларів на закупівлю озброєнь та обладнання, ще 13,4 мільярда для заміни та ремонту вже переданої Україні зброї, а також для навчання українських військових. Ще 23,2 мільярда доларів із цієї суми заплановані на поповнення американських збройових запасів. Крім того, Палата представників Конгресу США більшістю в 366 голосів «за» і 58 голосів «проти» ухвалила законопроєкт H.R.8038 «Про мир через силу в ХХІ столітті», який дозволяє виконавчій владі заарештовувати і передавати російські суверенні активи, заморожені в США, Україні, щоб допомогти їй боротися і відновлюватися.

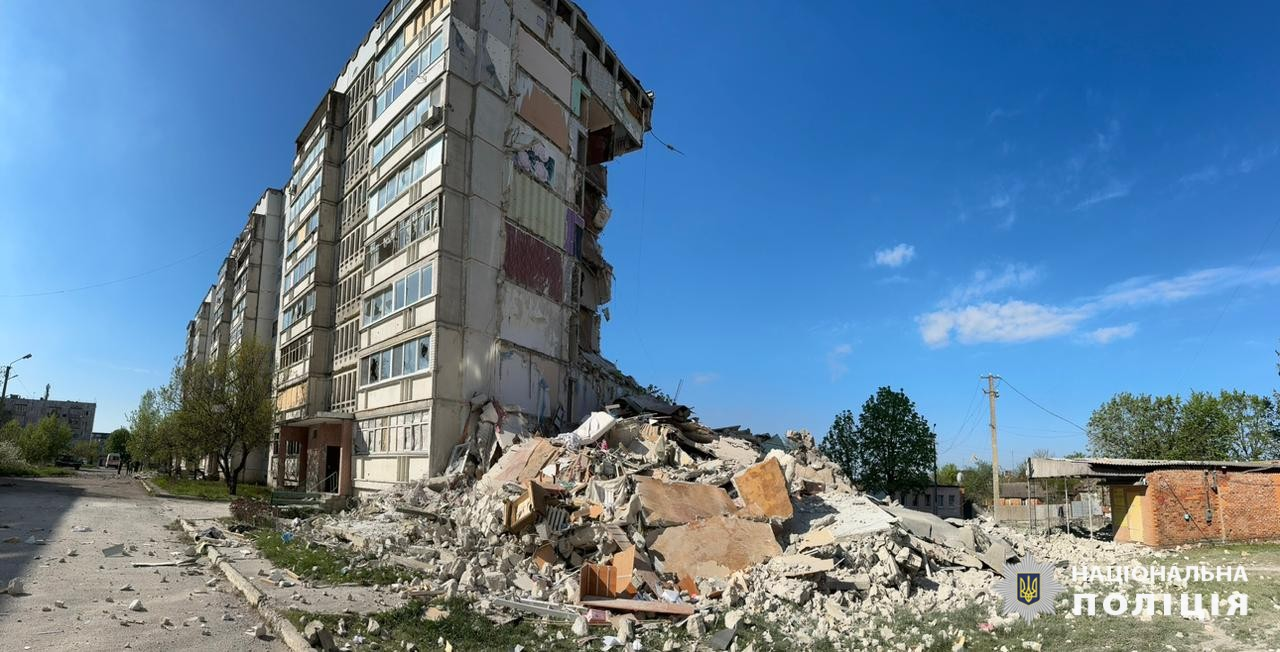
Будинок у Вовчанську після обстрілу 20 квітня

- Харківська обл.: ЗС РФ обстріляли з УМПБ Вовчанськ, зруйнувавши під'їзд житлового будинку. Одна людина загинула, дві травмовані.[339]
- Миколаївська обл.: внаслідок атаки є жертва, серед поранених підліток[340]
- Одеська обл.: ППО збили три ракети Х-59, внаслідок падіння уламків в Одесі виникла пожежа в приватному секторі[341]. Один будинок зруйновано, 7 пошкоджено, уражено газопровід. Є 8 поранених, серед яких двоє діти.[342][343][344]

## 21—30 квітня

### 21 квітня
Міністерство оборони Росії заявило, що війська Південного угруповання російських військ захопили Богданівку, що за 3 км від Часового Яру. ЗСУ відбили три російські атаки на Старомайорське, одну атаку на Роботине і три атаки на Кринки на лівому березі Дніпра. За даними ISW, ЗС РФ просунулися вперед поблизу Кремінної та Авдіївки, а також на кордоні Донецької та Запорізької областей. Крім того, росіяни збільшили використання невеликих, легких всюдиходів на лінії фронту.
Росіяни атакували на Лиманському, Бахмутському, Авдіївському, Новопавлівському та Запорізькому напрямках, де відбулося 85 бойових зіткнень. Протягом дня ЗС РФ здійснили чотири ракетних удари, 45 авіаударів та 71 обстріл. Під артилерійський вогонь потрапили понад 100 населених пунктів у дев'яти областях. Українська авіація завдала дев'ять авіаударів по місцях зосередження бойовиків, а артилерія завдала удару по району зосередження та блокпосту.
«Губернатор» окупованого Росією Севастополя Михайло Развожаєв заявив про відбиття ракетної атаки на один із кораблів РФ. Ркета влучила в рятувальне судно «Коммуна», найстаріше на той час судно на планеті, яке прикривало військовий корабель.
- Дніпропетровська обл.: ЗС РФ вісім разів атакувала Нікопольський район, тричі обстріляли з артилерії та випустили 5 дронів-камікадзе по Нікополю, Покровській, Марганецькій та Червоногригорівській громадах, одна людина тяжко поранена.[353]
- Донецька обл.: ЗС РФ атакували Селидове, загинув мирний житель, четверо поранено[354]
- Одеська обл.: атаковано транспортно-логістичний об'єкт припортової інфраструктури[355]
- Херсонська обл.: обстріляно Нововоронцовку, Антонівку. Херсон, Козацьке, Берислав і Новоберислав. ЗС РФ влучили в медичний заклад, навчальний заклад, дитсадок, приватні автомобілі та газогін. Три людини постраждало.[356]

### 22 квітня
ЗС РФ продовжують наступ на Часів Яр, що на Донеччині. Для штурму міста та навколишніх сіл росіяни зосередили 20—25 тисяч військових, заявив речник оперативно-стратегічного угруповання війська «Хортиця» Назар Волошин. Міністерство оборони Росії повідомило, що ЗС РФ захопили село Новомихайлівка в Донецькій області, що за 20 км від Вугледара, і покращили своє тактичне положення на лінії фронту.
За даними ISW, метою російських сил було широке проникнення вглиб українських позицій на північний захід від Авдіївки, але їхня здатність зробити це, ймовірно, буде обмежена прибуттям американської та іншої західної допомоги на лінію фронту. Тим часом, ЗС РФ просунулися поблизу Часового Яру, Авдіївки та Донецька, а також на кордоні Запорізької та Донецької областей. Міністерство оборони Великої Британії повідомило, що встановлення контролю над стратегічно незначущим містом Новомихайлівка, яке зайняло у російських військ 73 дні і вимагало великої кількості живої сили, свідчить про їхній повільний, але поступовий прогрес. Він додав, що село має обмежене стратегічне значення, але лежить на дорогах до інших населених пунктів, розташованих по обидва боки річки Суха Яла на півдні Донецької області. За півроку боїв росіяни розгорнули 30 000 військових і втратили 300 одиниць озброєння. Згодом на цій ділянці фронту ЗС РФ «ймовірно, продовжать просування в напрямку Костянтинівки, що за 2 км на захід від Новомихайлівки. Подальше просування на північ від Вугледара може зрештою дозволити обійти укріплення Вугледара. Ці укріплення стали причиною надзвичайно великої кількості втрат серед російських сухопутних військ».
Українські прикордонники продовжили утримувати плацдарм у Херсонській області на лівому березі Дніпра, де було відбито сім атак. Росія атакувала в напрямку Лиману, Бахмуту, Авдіївки, Новопавловська та Запоріжжя, де відбулося 86 бойових зіткнень. Протягом доби ЗС РФ здійснили шість ракетних ударів, 77 авіаударів та 100 обстрілів. Під артилерійський вогонь потрапили понад 100 населених пунктів у дев'яти областях. Українська авіація завдала 16 авіаударів по місцях зосередження і два — по зенітно-ракетних комплексах, а артилерія — по командному пункту, двом зенітним комплексам і району зосередження.
Вночі територія України була атакована 7-ма ударними БпЛА типу «Shahed» із мису Чауда у Криму, та трьома зенітними керованими ракетами С-300/С-400 з окупованої Донеччини. Силам ППО вдалось сбити 5 з 7 дронів. Дрони-камікадзе поцілили по території фермерського господарства в Одеській області. Пошкоджено складські будівлі та сільськогосподарську техніку.
Голова ГУР Кирило Буданов вважає, що ситуація на фронті стане складною в середині травня.

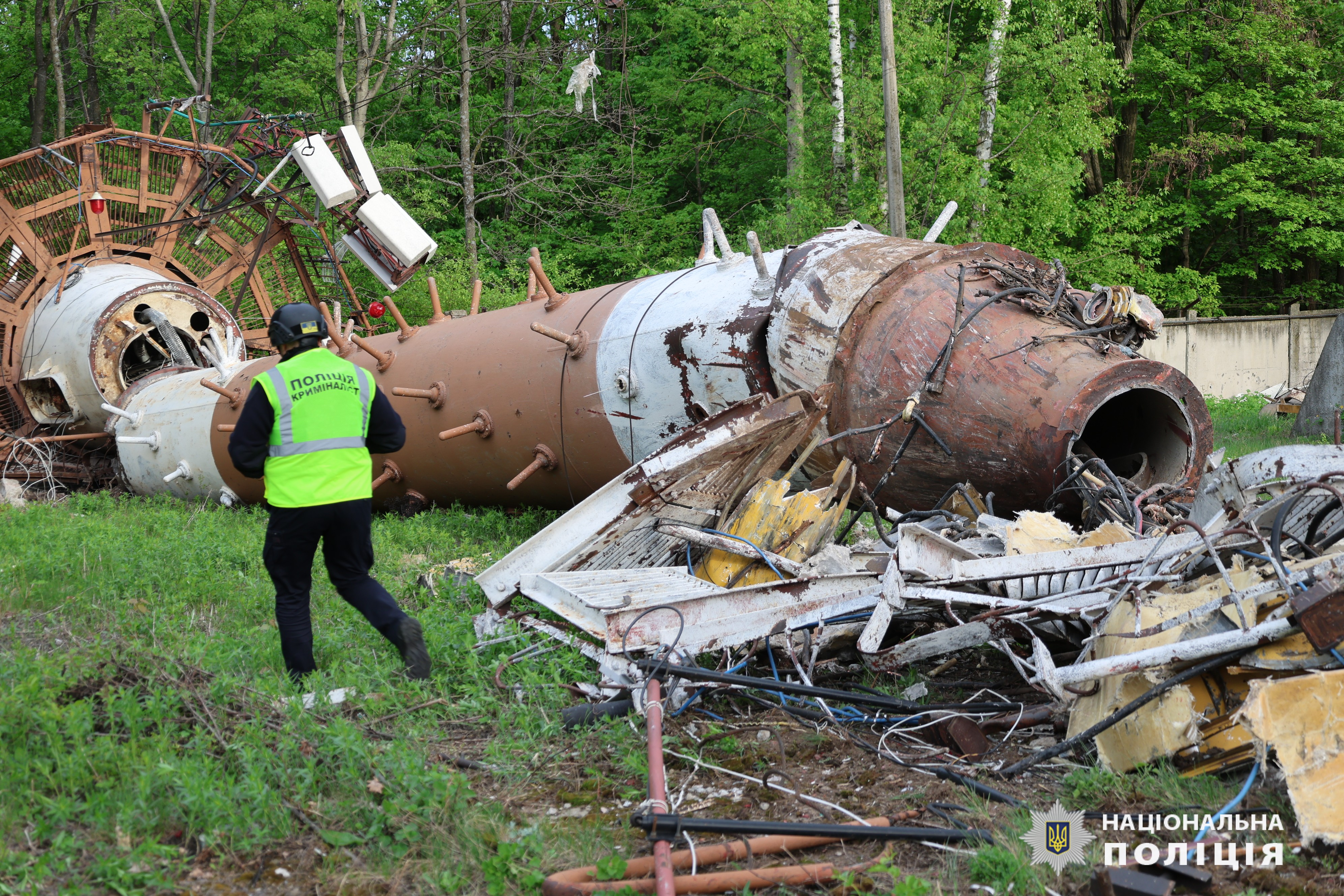
Рештки Харківської телевежі

Увечері росіяни завдали удар ракетою Х-59 по Харківській телевежі. Росіяни скинули керовану авіабомбу на територію недіючого м'ясокомбінату у Вовчанську, а у місті Дергачі та селі Слобожанське Харківського району зафіксовані влучання у відкриту територію.
Прем'єр-міністр Йонас Гар Стьоре заявив, що Норвегія надасть Україні допомогу у вигляді великих фінансових пожертвувань для покращення протиповітряної оборони.
Прем'єр-міністр Польші Дональд Туск заявив, що через відсутність достатніх резервів Польща не надаватиме Україні системи Patriot, але надасть інші види допомоги у сфері протиповітряної оборони. Міністр оборони Швеції Пол Йонсон заявив, що не виключає надання Україні ЗРК Patriot, але в той час зосередився на фінансових внесках, включаючи можливість постачання більшої кількості мобільних зенітно-ракетних комплексів RBS 70.
Газета Bild повідомляла, що німецький уряд спочатку планував поставити в Україну до 400 машин MRAP, але поставка була відкладена з непередбачуваних причин. Крім того, громадська кампанія зі збору коштів, в якій взяли участь 50 000 приватних громадян Словаччини, за тиждень зібрала 3 071 405 євро на підтримку чеської ініціативи щодо закупівлі артилерійських боєприпасів для України.
ЗС РФ обстріляли автобусну зупинку в Херсоні, було поранено жінку.
Повстанці-ісламісти напали на поліцейський патруль у місті Карачаєвськ, вбивши двох поліцейських і поранивши третього, а також затрофеївши у них табельну зброю (пістолет та гвинтівку) та трохи боєприпасів.

### 23 квітня
ЗС РФ застосували хімічну зброю для атаки українських позицій при спробі захоплення Очеретиного в Донецькій області. За даними ISW, росіяни мали намір активізувати наступальні операції та удари проти України, щоб завдати максимальної шкоди інфраструктурі та матеріально-технічному забезпеченню українських сил до прибуття допомоги зі США. Тим часом українські війська просунулися вперед у районі Часового Яру (на захід від Бахмута), а російські війська — під Донецьком.
На лівому березі Дніпра відбито три атаки в районі Кринок. Росія атакувала у напрямках Куп'янськ-Лиман, Бахмут, Авдіївка, Новопавлівська та Запоріжжя, де відбулося 101 бойове зіткнення. Протягом доби російські війська здійснили п'ять ракетних ударів, 77 авіаударів та 76 обстрілів українських позицій та населених пунктів. Під артилерійський вогонь потрапили понад 120 населених пунктів у дев'яти областях. Українська авіація завдала 17 авіаударів по районах зосередження та один по зенітно-ракетному комплексу, а артилерія — по станції управління безпілотниками, трьом районам зосередження та системам протиповітряної оборони.
Вночі росіяни атакували територію Україну двома балістичними ракетами Іскандер-М з Бєлгородської області, а також 16 БпЛА «Shahed». Силами та засобами протиповітряної оборони України 15 цих ударних БпЛА було знищено. Внаслідок нічної атаки дронів типу Shahed-136 в Одесі постраждало дев'ятеро людей, з них четверо — діти, пошкоджено або зруйновано 58 квартири у 22 будинках.
Вранці росіяни скинули на Костянтинівку Донецької області керовану авіабомбу «УМПБ Д-30 СМ»: п'ятеро людей отримали поранення. Пошкоджено фасади приватних будинків, автомобіль й лінії електромережі.
Позиція Китаю щодо війни в Україні «справедлива й об'єктивна», КНР «активно працює» над переговорами про мир і політичне врегулювання. Про це заявив речник Міністерства закордонних справ Китаю Ван Веньбін. Китай також відкинув звинувачення у підтримці вторгнення Росії в Україну і наполіг на законності торгівлі з РФ. В КНР зазначили, що уряд країни забезпечує ефективний контроль за експортом товарів військового призначення і подвійного використання.
У межах безперебійної військової підтримки Литва передала для потреб ЗСУ командно-штабні бронемашини М577. У відомстві розповіли, що цього року вже надали Україні допомогу на суму 84 млн євро і мають на меті зберегти цю динаміку.
Верхня палата Конгресу США остаточно підтримала закон про допомогу Україні на понад 60 мільярдів доларів. Найближчим часом документ має підписати президент Джо Байден.
Прем'єр-міністр Великої Британії Ріші Сунак оголосив про новий і поки що найбільший пакет військової допомоги Україні, попередивши, що Володимир Путін «не зупиниться на польському кордоні», якщо Росія виграє війну. Пакет включатиме 400 транспортних засобів (у тому числі 160 бронетранспортерів Husky TSV), понад 1600 ракет (у тому числі Storm Shadow), 4 мільйони боєприпасів для стрілецької зброї, 60 катерів, а також додаткові 500 мільйонів фунтів стерлінгів на військове фінансування.

### 24 квітня

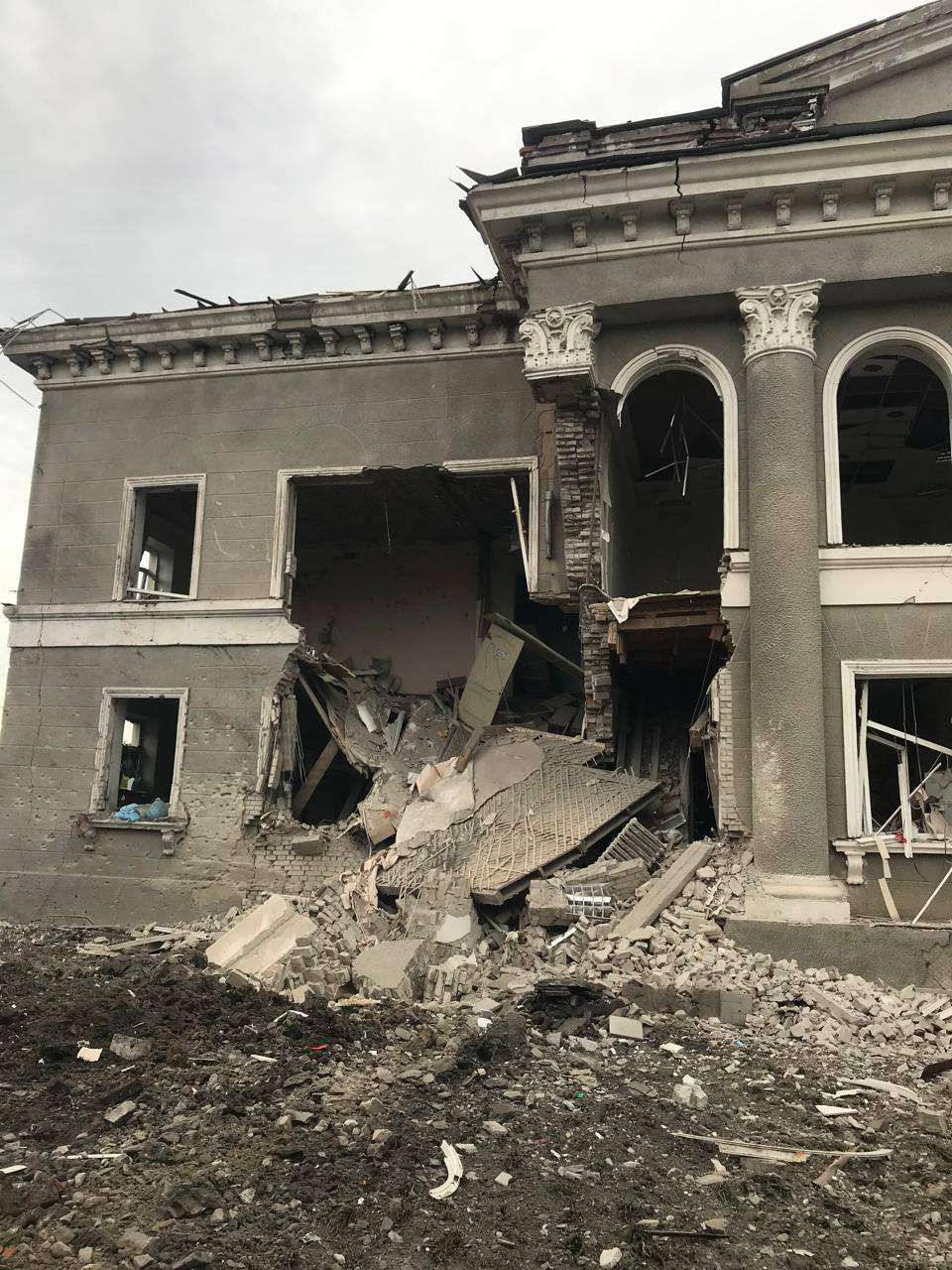
Колишня будівля адміністрації Золочева (Харківська область) після обстрілу 24 квітня

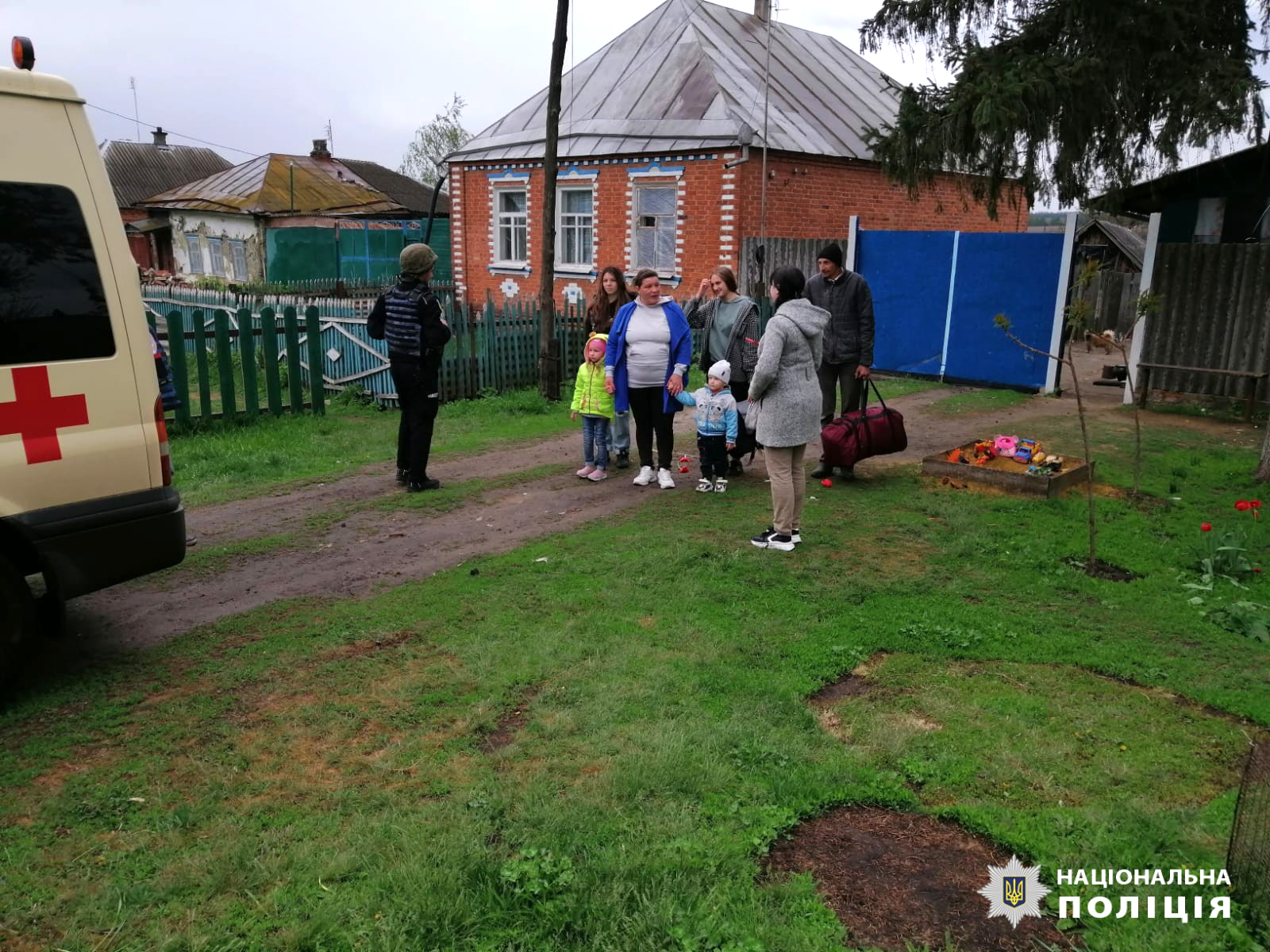
Евакуація мешканців села Івашки (Харківська область) на кордоні з Росією. Через постійні обстріли влада оголосила обов'язкову евакуацію всіх сімей з неповнолітніми дітьми з ряду населених пунктів

За даними ISW, ЗС РФ здійснили незначні просування в районі Авдіївки, Донецька та Роботиного. Росіяни атакувала в напрямках Куп'янська, Лиману, Бахмута, Авдіївки, Новопавлівська та Запоріжжя, де відбулося 104 бойових зіткнення. Протягом дня російські війська здійснили 13 ракетних ударів, 56 авіаударів та 105 обстрілів. Під артилерійський вогонь потрапили понад 110 населених пунктів у дев'яти областях. Військово-повітряні сили України завдали 11 авіаударів по районах зосередження бойовиків, а артилерія завдала удару по ще одному району зосередження.
Російським військовим вдалось зайняти більшу частину села в районі Очеретиного під час перезмінки 115 ОМБр.
Вночі після влучання БпЛа сталося загоряння на паливно-енергетичних об'єктах на території Смоленського та Ярцевського району Смоленської області. Ще одна нафтобаза була уражена у Воронежу. Безпілотник також влучив у Новолипецький металургійний комбінат, що належить російській компанії НЛМК у Липецькій області, але жодних подробиць про жертви чи завдані збитки не було надано.
О 06:58 відбулося влучання по об'єкту енергетики в Одесі, а через кілька хвилин — другий. Без світла частина міста.
В день в Харкову було атаковано житловому комплексу у Шевченківському районі ракетою С-300. Двоє людей постраждали.
Міністерство оборони США оголосило про надання Україні нового пакету військової допомоги на суму 1 мільярд доларів. Цей пакет включає широкий спектр озброєння та техніки, спрямованих на зміцнення обороноздатності України. Президент США Джо Байден заявив, що першу партію допомоги Україні у рамках щойно підписаного закону про додаткове фінансування відправлять вже у найближчі години, очільник білого дому перерахував, що буде входити у цей пакет. «Я подбаю про те, щоб поставки почалися невідкладно. Вже у наступні кілька годин ми почнемо відправляти зброю в Україну. Це будуть ракети до ППО, артилерійські снаряди, боєприпаси для ракетних систем і бронетехніки»
За посередництва Катару відбулися перші прямі переговори Києва і Москви про обмін дітьми. У відповідності до того, де знаходяться батьки 29 дітей буде перевезено в Україну і 19 — у РФ.
Україна також підтвердила, що минулого тижня були здійснені атаки з використанням ракетних комплексів ATACMS (з радіусом дії 300 км) на російські війська на південному сході України та на аеропорт у Джанкої в Криму.

### 25 квітня
Росіяни прорвалися у село Очеретине Донецької області на північний захід від Авдіївки і ситуація на цій ділянці фронту продовжує ускладнюватись для ЗСУ. Це вдалось зробити завдяки масованому застосуванню росіянами КАБів, якими вони проломлюють позиції ЗСУ. Такий прорив ставить під загрозу місто Покровськ на заході Донеччині.
Міністерство оборони Великобританії повідомило, що атаки російських військ на захід від Авдіївки прискорилися за останній тиждень, що дозволило їм вбити вузький клин в українську територію з метою наступу на село Новобахмутівка, розташоване за 15 км від нього. За даними міністерства, російські війська, незважаючи на великі втрати в цьому районі, захопили кілька невеликих сіл і зможуть відновити атаки на українські позиції. За даними ISW, російські війська стабілізували свій невеликий передовий пункт на північний захід від Авдіївки. ЗСУ просунулися під Сіверськом, а росіяни — під Авдіївкою та на кордоні Донецької і Запорізької областей.
Росія атакувала на Куп'янському, Лиманському, Бахмутському, Авдіївському, Новопавлівському та Запорізькому напрямках, де відбулося 114 бойових зіткнень. ЗС РФ здійснили чотири ракетних удари, 75 авіаударів та 66 обстрілів, під артилерійський вогонь потрапили понад 110 населених пунктів у дев'яти областях. Українська авіація завдала вісім авіаударів по місцях зосередження, два — по блокпостах і три — по зенітно-ракетних комплексах, а артилерія завдала ударів по командних пунктах і місцях зосередження.
Голова ОВА Вадим Філашкін повідомив, що внаслідок російських обстрілів населених пунктів Удачне та Курахівка Донецької області загинуло троє людей, ще одна людина отримала поранення.
Вдень росіяни поцілили по вокзалу в Балаклії Харківської області. Внаслідок обстрілу були поранені семеро людей, що знаходились у поїзді № 6407 «Харків — Ізюм».
Вдень росіяни обстріляли передмістя Херсону, внаслідок чого загорівся житловий будинок. На ліквідацію наслідків обстрілу виїхали рятувальники, однак Росія підступно використала тактику повторного обстрілу та атакувала ще раз місце події пошкодивши техніку ДСНС. Дві людини зазнали порень.
Президент Польщі Анджей Дуда оголосив, що запросив прем'єр-міністра Дональда Туска до президентського палацу 1 травня для обговорення, зокрема, питань розміщення ядерної зброї в рамках програми НАТО Nuclear Sharing.
Міністерство закордонних справ Данії повідомило, що данський парламент погодився збільшити військову підтримку на 633 млн доларів у рамках Данського фонду для України на 2024 рік. Іспанія пообіцяла надати Україні ракети для системи «Patriot», однак зазначила, що не передаватиме Україні свою систему «Patriot».
Польща і Литва заявили, що готові сприяти українській владі в репатріації українських чоловіків, які проживають у цих країнах, в Україну для призову на військову службу.
За період з 24 лютого 2022 року до 25 квітня 2024 року рф зруйнувала або пошкодила 1062 об’єкти культурної спадщини. З них пам’яток національного значення — 123, місцевого значення –  864, щойно виявлених об’єктів культурної спадщини — 75.

### 26 квітня
Речник української групи «Хортиця» повідомив, що російські війська намагалися оточити Часів Яр через Богданівку та Іванівське. ЗС РФ прорвали українські оборонні рубежі в районі Очеретиного. За даними газети Der Spiegel, прорив стався під час ротації підрозділів української армії. За даними ISW, підтверджено просування російських військ на північний захід від Авдіївки та українських військ на сході Херсонської області.
Росіяни атакувала в напрямку Куп'янська, Лиману, Бахмута, Авдіївки, Новопавлівська та Запоріжжя, де відбулося 94 бойових зіткнення. ЗС РФ здійснили 12 ракетних ударів, 76 авіаударів та 83 обстріли, обстріляно понад 110 населених пунктів у дев'яти областях. Українська авіація завдала 14 авіаударів по районах зосередження, а артилерія — по двох районах зосередження, радіолокаційній станції, складу боєприпасів, зенітним комплексам, станції радіоелектронної боротьби та складу матеріально-технічних засобів.
ГУР оприлюднило відео підпалу російського гелікоптера Ка-32 на аеродромі у Москві.
Україна повернула тіла ще 140 загиблих військовослужбовців. Зокрема, вдалося репатріювати 112 тіл оборонців, що воювали на Донецькому напрямку, 20 полеглих воїнів на Луганському напрямку, 5 тіл оборонців з Сумського напрямку, 2 полеглих воїна на Запорізького напрямку та одного із Херсонського напрямку.

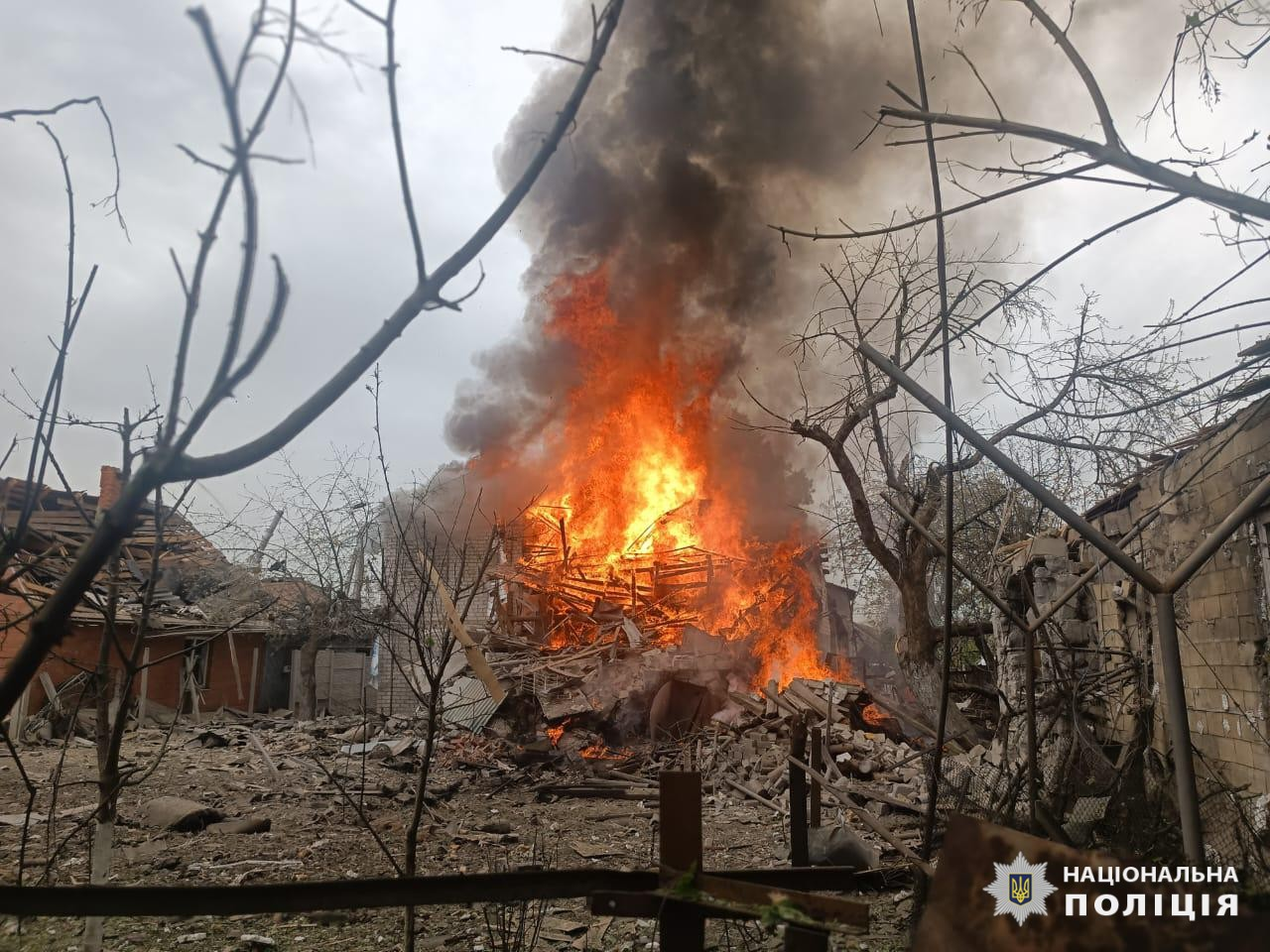
Будинок у Дергачах після обстрілу 26 квітня

- Сумська обл.: ЗС РФ обстріляли цивільну інфраструктуру Білопілля, загинули 2 жителі, 2 постраждало[441]. В Сумах є влучання в промисловий об'єкт[442]
- Харківська обл.: внаслідок удару по Дергачам сталася пожежа в двоповерховому будинку, постраждали 4 людини, з яких 3 — це діти[443]

Російські чиновники в Луганській області заявили, що одна людина загинула в результаті українського обстрілу в Новодружеську. Губернатори Курської та Брянської областей також повідомили, що дві людини загинули в результаті окремих українських атак.
Міністри оборони низки країн оголосили про плани надання допомоги Україні на засіданні Контактної групи з питань оборони України. Зокрема, міністр оборони Канади Білл Блер оголосив, що Канада виділить $2,1 млн на виробництво безпілотників в Україні та близько $9,5 млн на чеську ініціативу із закупівлі боєприпасів для України. Міністр оборони Бельгії Людівін Дедондер оголосила, що Бельгія виділить 213 млн доларів на програму протиповітряної оборони під керівництвом Німеччини і надасть Україні ракети. Міністерство оборони Естонії оголосило, що Естонія, за домовленістю з Данією, надала Україні два морські патрульні катери, що дасть змогу забезпечити безпеку важливих морських шляхів і захистити свої води.
Президент Зеленський звільнив бригадного генерала Яковця з посади командувача Сил підтримки української армії після більш ніж місяця перебування на посаді і призначив його головою Державної спеціальної служби транспорту, замінивши на цій посаді Богдана Бондаря.

### 27 квітня
На думку ISW, російські війська можуть значно розширити свої здобутки на фронті, прагнучи скористатися тим, що Україна все ще очікує на прибуття допомоги від США. На думку експертів, прибуття американської допомоги дозволило б українцям вирішити матеріальну нестачу і обмежити наступ ЗС РФ, тоді як росіяни намагалися дестабілізувати українську оборону. Темпи російського наступу в напрямку Авдіївки тоді були вищими, ніж в районі Часового Яру, оскільки російські війська зосередилися на використанні невигідної для українських військ тактичної ситуації на північний захід від Авдіївки. ЗС РФ просунулися на північ від Авдіївки та на захід від Донецька.
ЗСУ відійшли західніше населених пунктів Бердичі, Семенівка та Новомихайлівка в Донецькій області.
Росіяни атакували на Куп'янському, Лиманському, Бахмутському, Авдіївському, Новопавлівському та Запорізькому напрямках, ЗС РФ здійснили 32 ракетних удари, 64 авіаудари та 60 обстрілів 110 населених пунктів у дев'яти областях. Українська авіація завдала 16 авіаударів по місцях зосередження бойовиків, а артилерія обстріляла блокпост і дві радіолокаційні станції.
Вночі безпілотники атакували кілька нафтопереробних заводів у Росії, зокрема НПЗ «Слов'янськ-ЕКО», бітумний завод, Ільський НПЗ. Також повідомлялось про удари безпілотниками по аеродрому «Кущевска», де розміщувалися десятки військових літаків, радіолокаційна станція та засоби радіоелектронної боротьби, було завдано ударів. Краснодарський край та Брянську область РФ було атаковано дронами.
Вночі росіяни атакували енергетичну інфраструктуру країни у Дніпропетровській, Івано-Франківській, Львівській областях. Унаслідок атаки постраждало чотири теплоелектростанції ДТЕК. За попередньою інформацією, є поранені. Одна з пацієнток зазнала поранень: уламками скла їй посікло голову. Ворог атакував Україну крилатими ракетами Х-101, «Кинджал» та «Калібр». Також ворог застосував керовані авіаційні ракети Х-59, та ракети С-300, атака тривала більше 2 годин. Протиповітряна оборона України знищила 21 з 34 ракет.
В Салтівському районі Харкова ЗС РФ поцілили двома ракетами С-300 в обласну психіатричну лікарню, поранивши одну людину. З 15-ю окремою артилерійською розвідувальною бригадою був атакований російський радар «Подлєт-К1», який використовувався для координації ракетних систем С-300/С-400. В Чернігівській області ЗС РФ обстріляли пожежну частину.
Зенітники морської піхоти ЗСУ збили російський розвідувальний дрон SuperСam зі "Стріли".
Під час візиту до Львова міністр оборони Австралії Річард Марлз оголосив про пакет військової допомоги Україні на суму $65 млн, який включає безпілотники, мобільні зенітні системи малої дальності, високоточні боєприпаси для повітряного десантування та інше «високопріоритетне обладнання». Прем'єр-міністр Александер Де Кроо заявив, що Бельгія все одно відправить винищувачі F-16 в Україну в 2024 році, заявивши, що «Ситуація дуже складна, Україна потребує негайної допомоги. Таким чином, ми робимо великий крок, допомагаючи Україні захистити себе від постійно зростаючих російських атак».

### 28 квітня
Міністерство оборони Росії повідомило, що російські війська захопили село Новобахмутівка, що за 10 км на північ від Авдіївки.
ISW повідомила, що українські солдати зіткнулися з «несприятливою ситуацією, коли на північний захід від Авдіївки не вистачає одного-двох військовослужбовців». На думку аналітиків, нещодавнє просування російських військ на північний захід від Авдіївки змусило українців відступити з інших позицій уздовж лінії фронту на захід від Авдіївки, хоча це не сприяло російським тактичним перевагам. Малоймовірно, що росіянам вдасться досягти більш глибокого, оперативно значущого проникнення в цей район у найближчій перспективі. Продовження російської стабілізації передового плацдарму поставило російське командування перед вибором: продовжувати наступ на захід у напрямку Покровська або спробувати просунутися на північ, щоб провести додаткові наступальні дії разом з російськими військами в районі Часового Яру. Тим часом, російські війська не досягли значного прогресу під Сватовим.
Росіяни атакували в напрямку Куп'янська, Лиману, Бахмута, Авдіївки, Новопавлівська та Запоріжжя, де відбулося 131 бойове зіткнення. Протягом доби російські війська здійснили один ракетний наліт, 82 авіаудари та 108 обстрілів. Під артилерійський вогонь потрапили понад 120 населених пунктів у дев'яти областях. Українська авіація завдала 13 авіаударів по місцях зосередження бойовиків, а артилерія завдала удару по району зосередження і блокпосту.
Вночі безпілотники атакували чотири російські регіони, заявило міністерство оборони РФ. Там стверджують, що «знищили та перехопили 17 українських БпЛА»: дев'ять над Брянською областю, по три — над Курською та Калузькою, два — над Бєлгородською. Також у ЗМІ є повідомлення про атаку дронами території Криму.
Повітряні сили України вночі знищили чотири російські БпЛА типу Shahed та один невстановлений дрон тактичного рівня.
О 09:50 російські війська обстріляли місто Вовчанськ Чугуївського району, там пошкоджено два приватні будинки, постраждалих немає. О 10:50 ворог завдав удару по Куп'янську, там боєприпас влучив у приватний будинок.

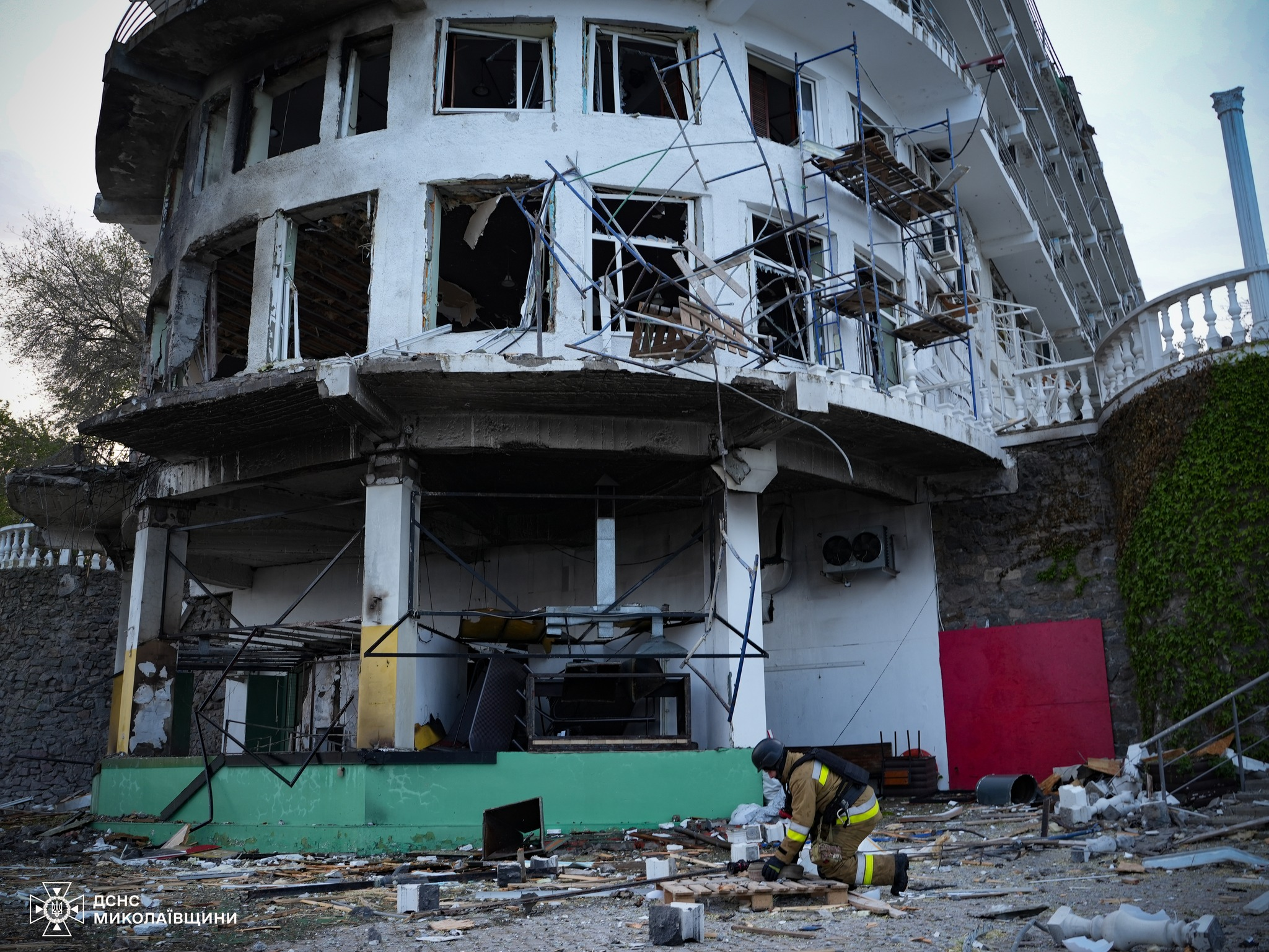
Готель у Миколаєві після нічного російського ракетного обстрілу. 28 квітня 2024

Вдень військові РФ здійснили артилерійський обстріл Станіслава, Херсонської області. Пошкоджено приватний будинок, поранення отримала 21-річна місцева жителька. У Козацькому російські військові атакували дроном-камікадзе типу FPV цивільний легковий автомобіль: постраждали троє чоловіків.
Голова Миколаївської ОВА Віталій Кім заявив, що Миколаїв був атакований безпілотниками, в результаті чого місцевий готель був «серйозно» пошкоджений і загорівся. Крім того, в результаті атаки було пошкоджено тепломережу, автомобілі та ще один готель.
Росіяни 35 разів обстріляли Сумську область, зафіксовані влучання в 10 громадах Сумщини. Найінтенсивніших обстрілів зазнала Великописарівська громада. По ній росіяни запустили зі своєї території чотири некерованих авіаракети з гвинтокрила, скинули на неї 24 міни та гранату з квадрокоптера.
Російські війська 346 разів обстріляли населені пункти Запорізької області, в тому числі здійснили ракетний обстріл міста Запоріжжя, внаслідок чого одна людина отримала поранення.
Близько 15 населених пунктів Харківської області зазнали артилерійських та мінометних обстрілів з боку противника, у різних місцях зафіксовано декілька жертв серед мирного населення та пошкодження приватних будинків.
Україна подала до Ради Європи заяву про частковий відступ від дотримання Європейської Конвенції про захист прав та свобод людини. У ньому йдеться про те, що під час воєнного стану права людини, передбачені низкою статей Конституції, можуть бути тимчасово обмежені.
В Одеській області, в перший раз за війну, навчально-тренувальний літак Як-52 збив російський дрон-розвідник «Орлан-10», який вів розвідку над містом.
Українська розвідка повідомила, що невідомі підпалили два російські тепловози в Оренбурзі та Владикавказі.

### 29 квітня
Протягом доби було ліквідовано 1320 окупантів, 44 автомобілі та 37 артсистем. За даними ISW, російські сили досягли незначних тактичних успіхів на північ і південний захід від Авдіївки, але значних просувань на цій ділянці за останні 24 години не було. Тим часом, російські війська здійснили підтверджені просування поблизу Авдіївки та Донецька. Крім того, українські офіційні особи продовжували повідомляти, що російська влада примушує українців на окупованих територіях вступати до лав російської армії.
Росія атакувала в напрямках Куп'янська, Лиману, Бахмута, Авдіївки, Новопавловська та Запоріжжя, де відбулося 115 бойових зіткнень. Протягом дня російські війська здійснили п'ять ракетних ударів, 47 авіаударів та 90 обстрілів. Під артилерійський вогонь потрапили понад 110 населених пунктів у дев'яти областях. Українська авіація завдала п'ять авіаударів по районах зосередження, а артилерія завдала удару по району зосередження і двом радіолокаційним станціям. Сили оборони відійшли з Бердичів, Семенівки та Новомихайлівки на більш підготовлені та захищені позиції, щоб уберегти особовий склад.

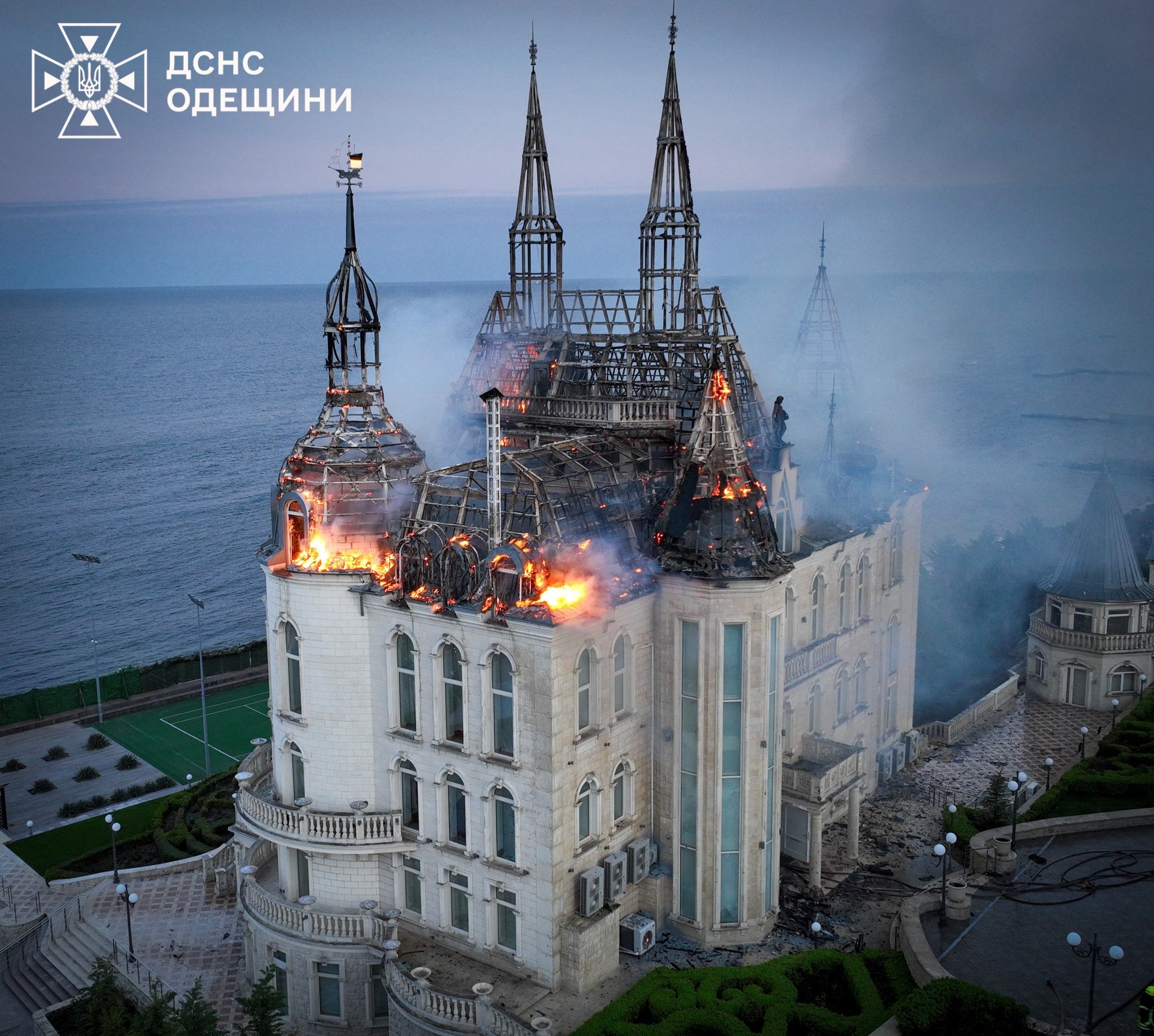
Палац студентів Одеської юридичної академії після удару 29 квітня 2024 року

РФ діяла на Куп'янському напрямку — біля сіл Стельмахівка та Берестове. Тривали бої в Кислівці, на Сіверському напрямку РФ наступала в районі Білогорівки.
Росіяни вдарили КАБАми по одному з сіл Ямпільської громади Сумської області, зруйновано місцеву школу. ЗС РФ атакували житлові квартали в селі Кізомис Херсонської області, загинув 60-річний чоловік.
ЗС РФ нанесли ракетні удари по Київському району Харкова, поранено жінку.
В вечері росіяни завдали балістичного удару по Одесі, після вибухів сталось сильне займання у Палаці студентів Одеської юридичної академії. Поранено 23 людей, серед поранених проросійський народний депутат III—VIII скл. Сергій Ківалов, п'ятеро людей загинуло. Є пошкодження житлових будинків та цивільної інфраструктури. В Одесі була використана балістична ракета з касетними боєголовками.
Латвія, Литва та Естонія звинуватили РФ у придушенні сигналів GPS у Балтійському морі. Міністр закордонних справ Естонії Маргус Тсахкна додав, що країни Балтії вважають глушення GPS-сигналів «гібридною атакою РФ», яка становить небезпеку для їхніх громадян. «Ми безперечно обговоримо це з нашими союзниками»
Генеральний секретар НАТО Єнс Столтенберг висловив позицію щодо майбутнього членства України в Альянсі, підкресливши, що день, коли Україна стане частиною НАТО, обов'язково настане.
Українська розвідка повідомила, що близько 18 000 російських солдатів дезертирували з Південного військового округу, в тому числі 2 000 контрактників і 10 000 мобілізованих солдатів з 8-ї Всеросійської армії та близько 2 500 з 58-ї Всеросійської армії.
Повстанці-ісламісти атакували поліцейський блокпост у Карачаєво-Черкесії, відомо про 2 загиблих та 1 пораненого поліцейського та 5 загиблих нападників.

### 30 квітня
За даними ISW, вперше за кілька днів російські війська не просунулися в районі Авдіївки. На думку експертів, російські війська можуть рухатися в напрямку Торецька в Донецькій області, готуючись до наступу на Часів Яр; «Російські війська можуть вирішити рухатися з клину на північ від Авдіївки в напрямку Торецька, щоб доповнити російські наступальні операції в районі Часового Яру, що, ймовірно, вимагатиме від росіян тактичної перерви перед концентрацією своїх сил». ЗС РФ просунулися в районі Кремінної, Часового Яру та Роботиного.
Росіяни атакували у напрямках Куп'янська, Лиману, Бахмута, Авдіївки, Новопавлівська та Запоріжжя, де відбулося 122 бойових зіткнення. ЗС РФ здійснили вісім ракетних ударів, 61 авіаудар та 129 обстрілів 120 населених пунктів у дев'яти областях. ЗСУ завдали 12 авіаударів по місцях зосередження бойовиків, а артилерія — по району зосередження та зенітно-ракетному комплексу. Впродовж минулої доби ворог завдав вісім ракетних та 61 авіаційний удар, здійснив 129 обстрілів з реактивних систем залпового вогню по позиціях наших військ та населених пункти.
Війська РФ ударили вранці по Холодногірському та Київському району Харкова, загинула одна людина і 9 зазнали поранень. Влучання по цивільній інфраструктурі. Зафіксовані удари біля паркової зони.
Вночі ЗСУ завдали удари ракетами ATACMS по військовому летовищу Джанкой, де дислокований вертолітний полк російської армії. Внаслідок атаки, як стверджується, поранено п'ятеро військових. Крім того, за  інформацією джерел Astra у МНС, ракети атакували три військові частини протиповітряної оборони — у селі Донське (є поранені військові), а також у Сакському та Чорноморському районах (в останньому випадку поранено чотирьох військових).
В Одесі внаслідок атаки загинули троє людей, троє поранено. Атака пошкодила цивільну інфраструктуру. Росіяни завдали артилерійських та мінометних ударів по 15 населеним пунктам Харківщини: Синьківка, Степова Новоселівка, Котлярівка та інші. Авіаційних обстрілів зазнали Веселе, Харків, Вовчанськ, Синьківка, Петропавлівка, Подоли. Зокрема:
- 10:10 Харків обстріляно КАБами, пошкоджені будівлі, автівки, залізнична станція. Постраждали 10 людей, загинув 26-річний чоловік[524].
- 11:10 Вовчанськ обстріляно КАБами, пошкоджено підприємство, автобус, дві автівки, трактор.
- 11:28 село Веселе Харківського району. Влучання з РСЗВ в дачний кооператив, горіло дві будівлі.

Одна людина загинула, ще 10 отримали поранення.
Уряд виділив додаткові 15,5 млрд грн для закупівлі безпілотників.
Сенат Конгресу США схвалив законопроєкт, який передбачає заборону на імпорт до США низькозбагаченого урану для палива до атомних електростанцій. Німеччина оголосила про новий пакет військової допомоги Україні, який включає 10 ББМ Marder 1, зенітний комплекс Skynex, ракети IRIS-T SLM, боєприпаси для танків Leopard 2, 30 000 ракет для систем Cheetah, 7 500 155-мм артилерійських снарядів, радіолокаційну систему TRML-4D, 3 000. протитанкових гранатометів RGW 90, дев'ять систем розмінування, дев'ять танкових транспортних причепів Oshkosh M1070, танк для укладання мостів Beaver, інженерну машину Dachs, боєприпаси для стрілецької зброї і 100 000 аптечок першої допомоги. Прем'єр-міністр Латвії Евіка Сіліня пообіцяла черговий пакет військової допомоги Україні, який включає зенітні гармати і тактичні безпілотники. Прем'єр-міністр Норвегії Йонас Гар Стьоре заявив, що Норвегія надасть Україні допомогу на суму 630 млн доларів, більша частина якої піде на постачання зенітних і артилерійських боєприпасів.
Про події наступного місяця — див. у статті Хронологія російського вторгнення в Україну (травень 2024).